# Heilig Kreuz (Bergen)

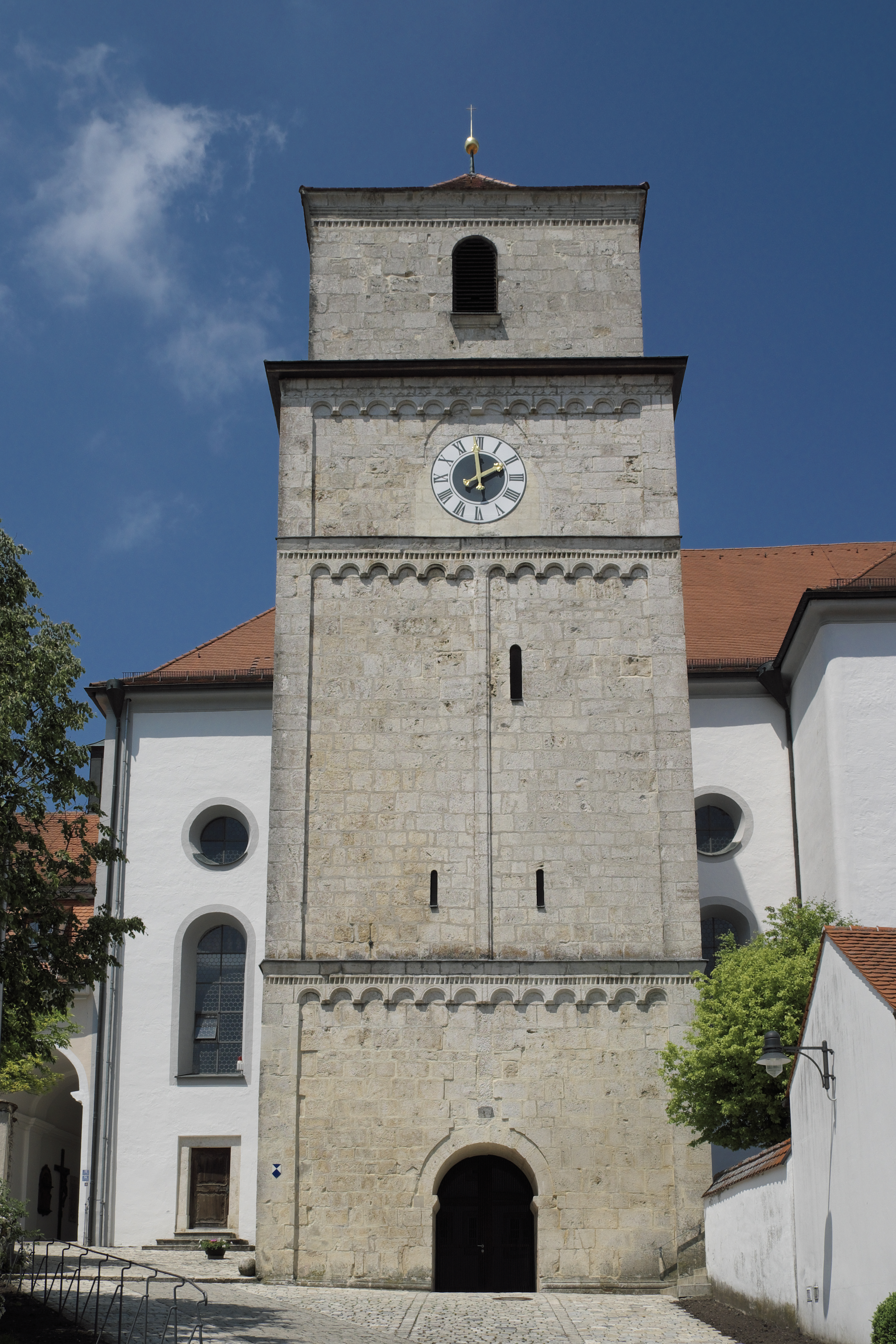
Pfarrkirche Heilig Kreuz, Turm

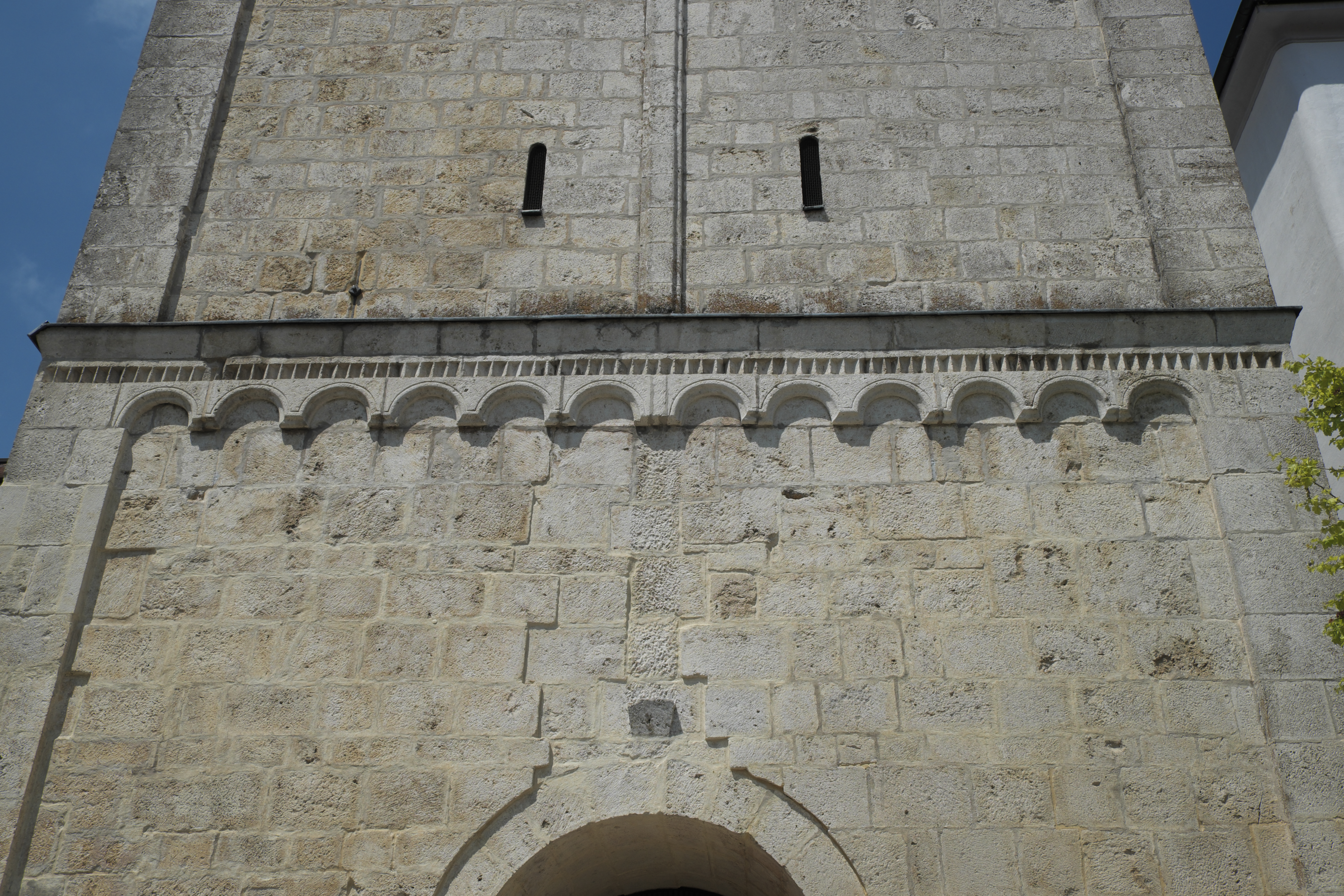
Blendbögen und Zahnschnitt am Turm

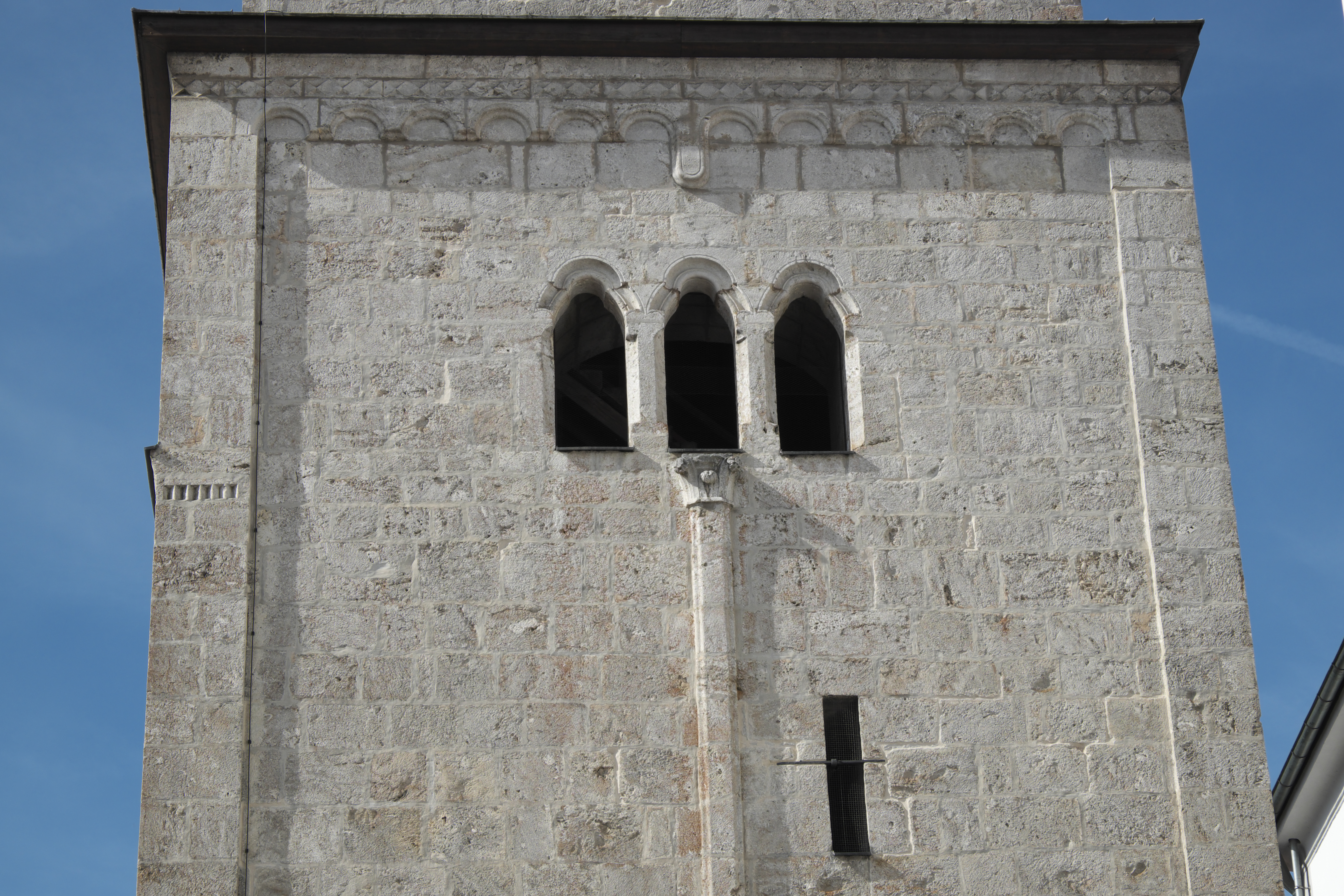
Klangarkaden

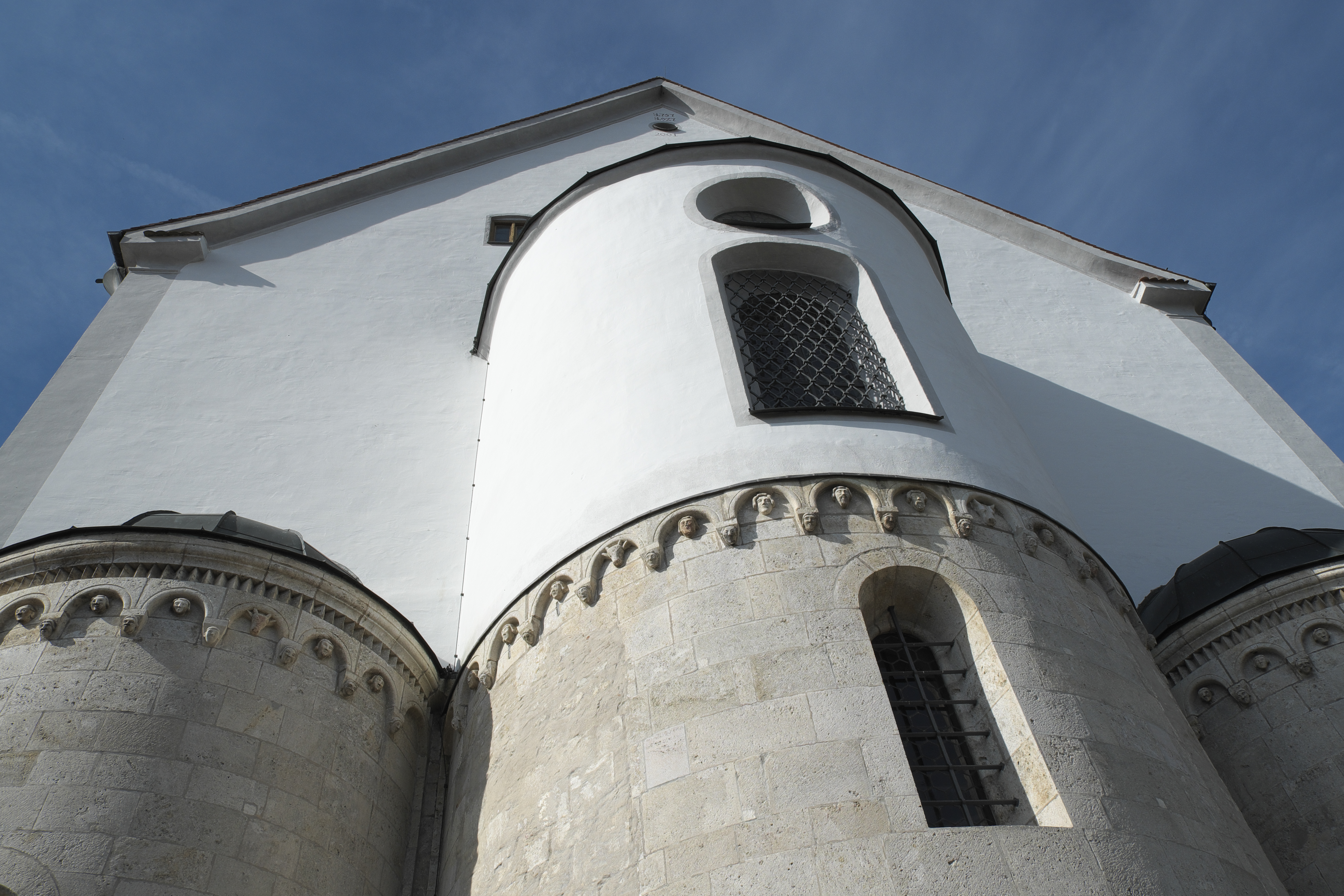
Apsiden

Die katholische Pfarr- und Wallfahrtskirche Heilig Kreuz in Bergen, einem Ortsteil von Neuburg an der Donau im oberbayerischen Landkreis Neuburg-Schrobenhausen, wurde im 11. Jahrhundert als Klosterkirche des Benediktinerinnenklosters Bergen errichtet. Das Patrozinium verweist auf eine in der Kirche verehrte Kreuzreliquie, zu der bereits im Mittelalter eine Wallfahrt stattfand. In der Mitte des 18. Jahrhunderts wurde die Kirche im Stil des Rokoko umgebaut und neu ausgestattet. Die Kirche, in der noch bedeutende Teile des romanischen Kirchenbaus erhalten sind, gehört zu den geschützten Baudenkmälern in Bayern.

## Geschichte
Über den ersten, Maria und dem Evangelisten Johannes geweihten Kirchenbau des 976 durch Wiltrud von Bergen, der Witwe des Herzogs Berthold von Bayern, gegründeten Klosters ist nichts bekannt. Der Bau einer späteren, im Jahr 1095 durch den Bischof von Eichstätt geweihten Kirche, wird in Zusammenhang gebracht mit der Verehrung einer Kreuzreliquie, die unter ungeklärten Umständen aus dem Heiligen Land nach Bergen gelangt sein soll und die eine bereits um das Jahr 1000 einsetzende Wallfahrt auslöste.
Um das Jahr 1152 zerstörte ein Brand einen Teil der Klostergebäude und der Kirche, die um 1190 unter Einbeziehung der erhaltenen Gebäudeteile als dreischiffige Halle wieder aufgebaut und unter dem Bischof Otto von Eichstätt geweiht wurde. Von diesem Bau sind das Südportal, der Turm und einige Mauerreste erhalten.
Für das Jahr 1291 ist erstmals das Patrozinium Heilig Kreuz belegt, das das ursprüngliche Marien- und Johannes-Patrozinium ablöste.
Im Jahr 1552 wurde das Kloster durch den Pfalzgrafen Ottheinrich im Zuge der Reformation aufgelöst. Einer seiner Nachfolger, Pfalzgraf Wolfgang Wilhelm, der zum katholischen Glauben zurückgekehrt war und der die Rekatholisierung in Pfalz-Neuburg vorantrieb, übergab das Kloster 1635 an die Jesuiten von Neuburg, die die Wallfahrt zum Heiligen Kreuz wiederbelebten und um 1700 die Kirche neu ausstatten ließen. Aus dieser Zeit stammen die Seitenräume der Krypta.
In den Jahren 1756 bis 1758 erfolgte ein weitgehender Umbau der Kirche unter der Leitung des aus Graubünden stammenden Eichstätter Dombaumeisters Giovanni Domenico Barbieri. Die ursprünglich dreischiffige Halle wurde dabei in einen Saalbau umgewandelt, durch den Anbau der Seitenkapellen entstand der Grundriss eines lateinischen Kreuzes.

## Architektur

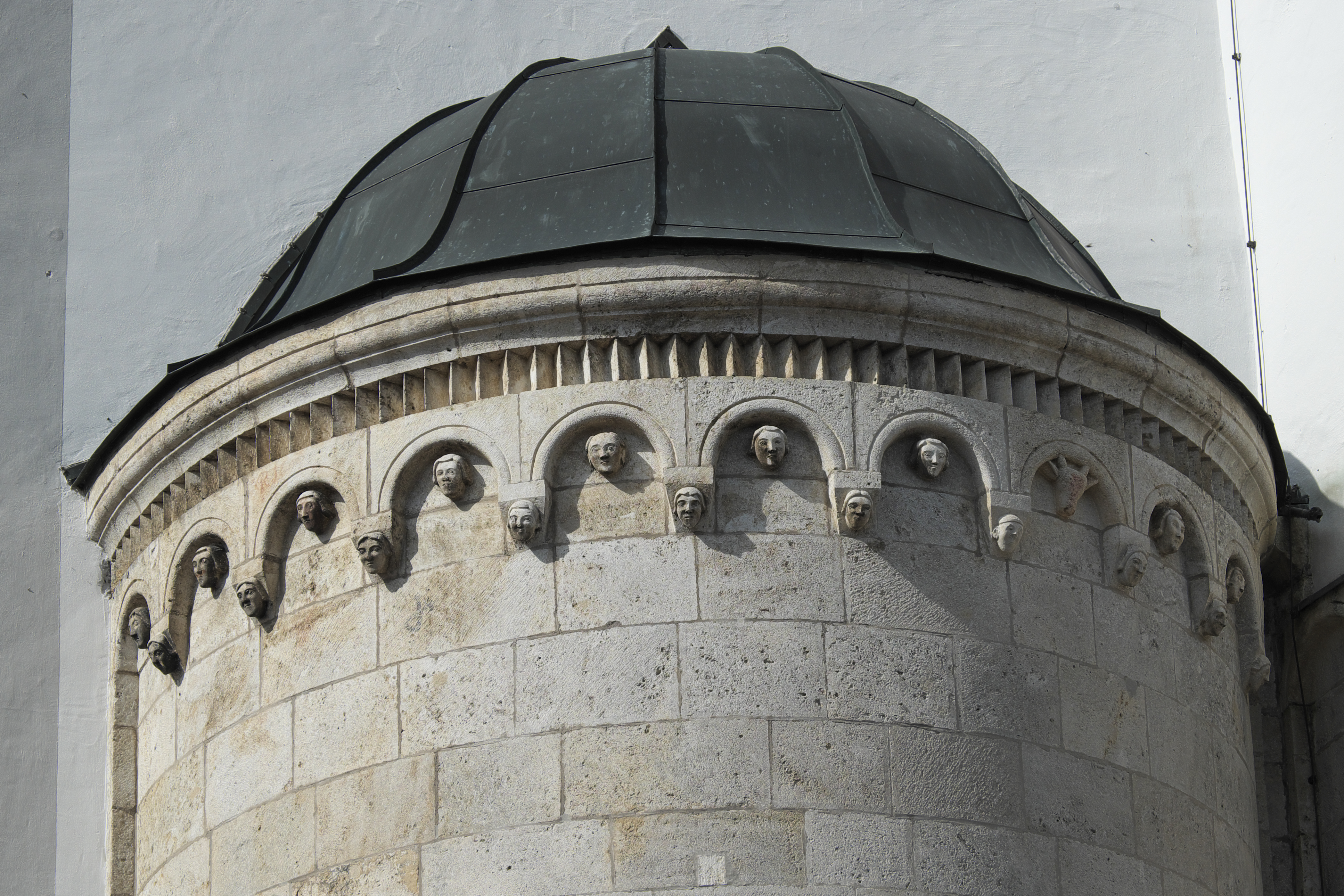
Apsis mit Bogenfries und Konsolen

### Apsiden
Wie der Turm sind die drei Apsiden unverputzt und stammen noch aus dem romanischen Vorgängerbau. Nur die Dächer gehen auf die Zeit des barocken Umbaus zurück. Am oberen Rand der Apsiden verläuft ein Bogenfries mit Rundstäben und Konsolen, die wie die Bogenfelder mit Köpfen von Menschen und Tieren skulptiert sind. Über den beiden äußeren Apsiden ist ein profiliertes Gesims mit Zahnschnittfries erhalten, bei der später erhöhten Mittelapsis wurde es abgeschlagen.

### Turm
Der freistehende, quadratische Turm aus unverputzten Quadern an der Südseite der Kirche ist in fünf Stockwerke gegliedert. Die drei unteren Geschosse stammen aus der Zeit des Wiederaufbaus der Kirche in der zweiten Hälfte des 12. Jahrhunderts. Sie sind von schießschartenartigen Öffnungen durchbrochen und weisen von Lisenen, Rundbogen- und Zahnfriesen gerahmte Blendfelder auf. Das Glockengeschoss, in dem sich dreifach gekuppelte Klangarkaden mit gotischen Dreipassbögen öffnen, wurde gegen Ende des 13. Jahrhunderts aufgesetzt. 1799 wurde das von einem Zeltdach bekrönte oberste Geschoss erneuert. Der Turm, der auch als Wehrturm diente, besaß nur einen über eine Leiter erreichbaren Zugang im ersten Stockwerk.

### Romanisches Portal
Der ursprüngliche Haupteingang war das romanische Stufenportal an der Südseite der Kirche, an die 1968, zwischen Turm und Kirche, die Aussegnungshalle gebaut wurde, in die man durch das Turmuntergeschoss gelangt. In das dreifach gestufte Gewände sind Säulen mit schlichten Kapitellen eingestellt. Das ansonsten schmucklose Tympanon wird nur von einem Zackenband gerahmt. Die Archivolten werden von Rundstäben gestaltet. Von 1760 bis 1904 war das Portal zugemauert.

### Krypta
Unter dem Chor liegt die Krypta, eine dreischiffige, halbrund geschlossene Halle mit sechs Jochen, die auf den im Jahr 1095 geweihten Kirchenbau zurückgeht. Im Jahr 1152 wurde die Krypta durch einen Brand beschädigt und beim Neubau der Kirche im Jahr 1190 wiederhergestellt. Aus dieser Zeit stammen die Kreuzgratgewölbe und die doppelte Säulenreihe mit fünf Säulenpaaren. Die Basen der Säulen sind mit Eckknollen versehen. Acht Säulen besitzen Würfelkapitelle, eine Säule weist ein Kelchkapitell mit vier stilisierten Blättern auf, ein anderes Kapitell ist mit vier siebenfach gewundenen Spiralen verziert. Beim Umbau der Kirche im Jahr 1756 wurde die Krypta um ein Joch verkürzt und der ursprüngliche Zugang im Westen vermauert.

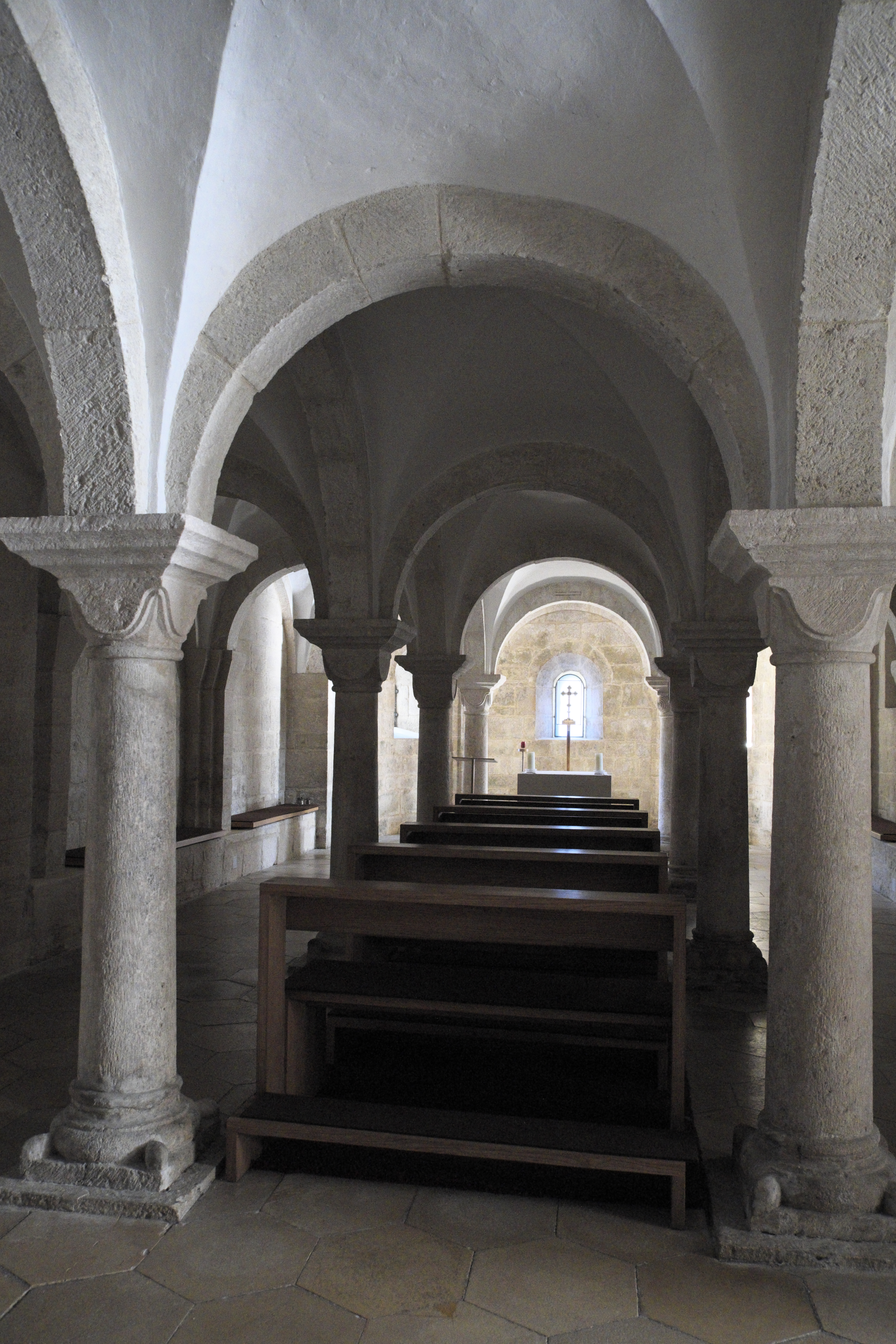
Krypta
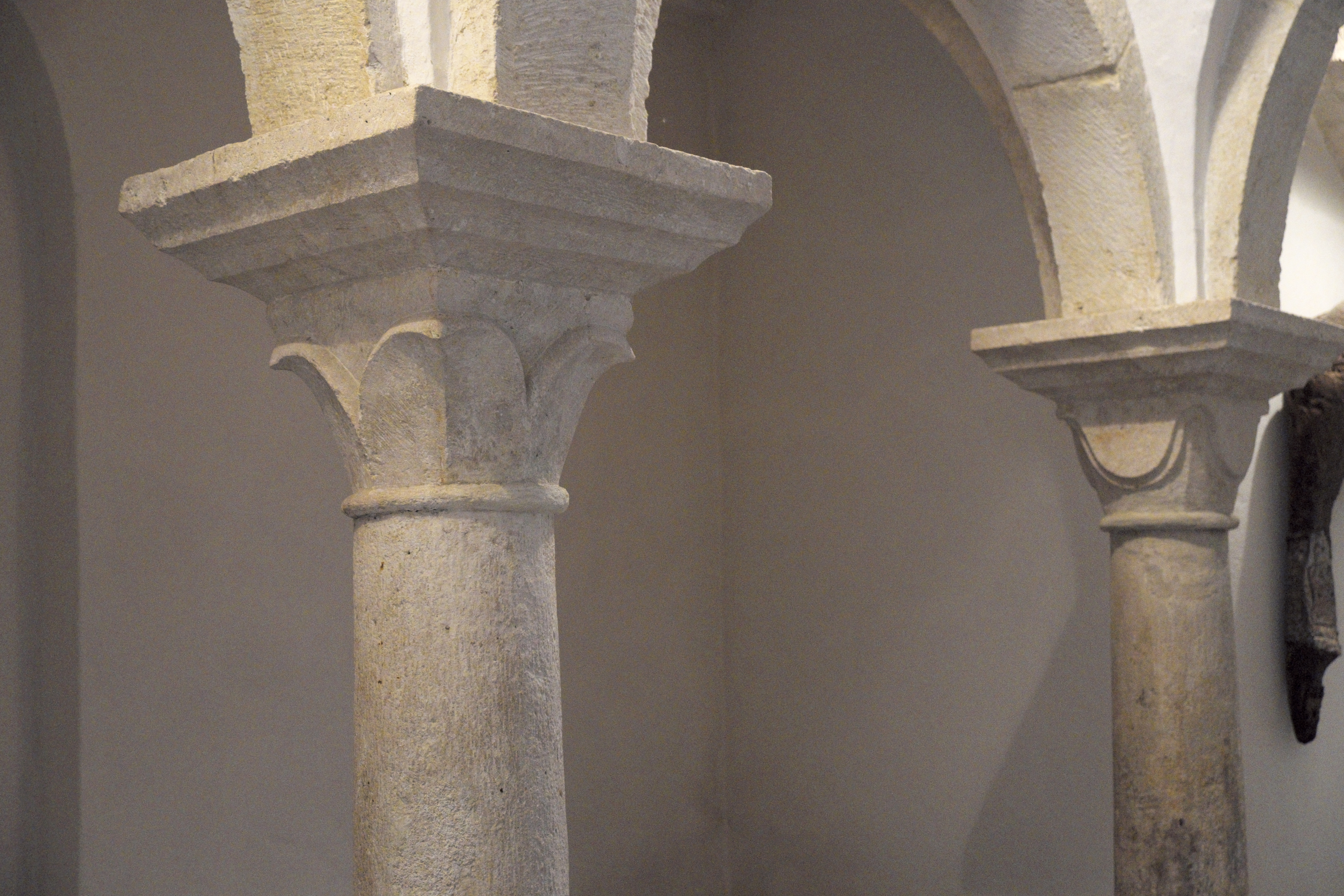
Kelch- und Würfelkapitell
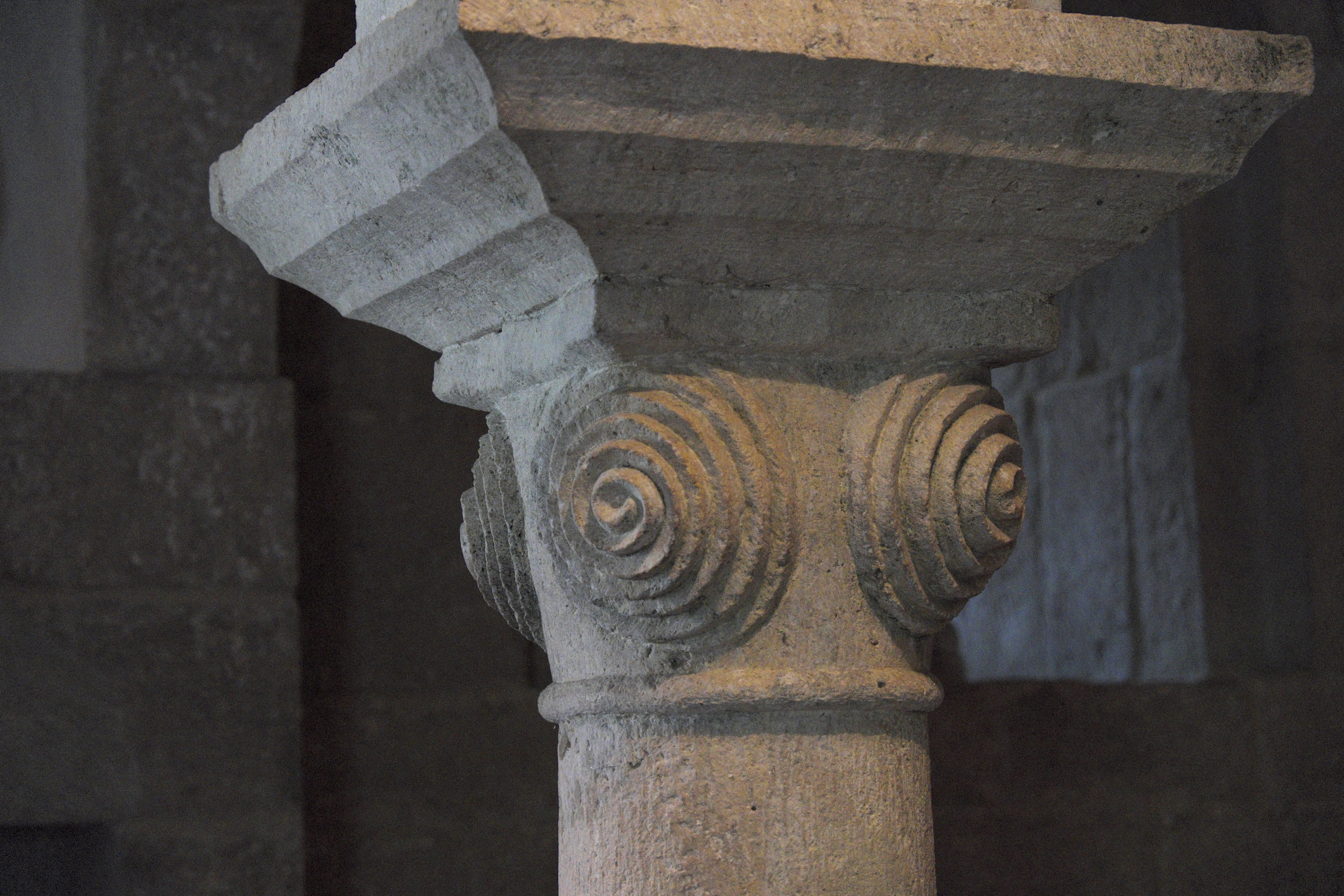
Kapitell mit Spiralen

Im nördlichen Seitenraum der Krypta ist ein Ziehbrunnen erhalten, der vermutlich bereits vor der Klostergründung angelegt wurde und wohl zu einer Burg gehörte.
Der Holzblock an der Westwand der Krypta soll den Klosterschwestern nach der Auflösung des Klosters im 16. Jahrhundert als Aufbewahrungsort für die Kreuzreliquie gedient haben. Nach der Legende sollen sie ihn mit dem eingeschlossenen Kreuzpartikel im Brunnenschacht versteckt haben.
Im südlichen Seitenraum ist eine Grabplatte aus Jurakalk in die Wand eingelassen. Der Stein, der ins 12. Jahrhundert datiert wird, ist mit einem Relief verziert, das eine der ersten Äbtissinnen des Klosters in ein knöchellanges Gewand gehüllt und mit einem Stab in der Hand darstellt.

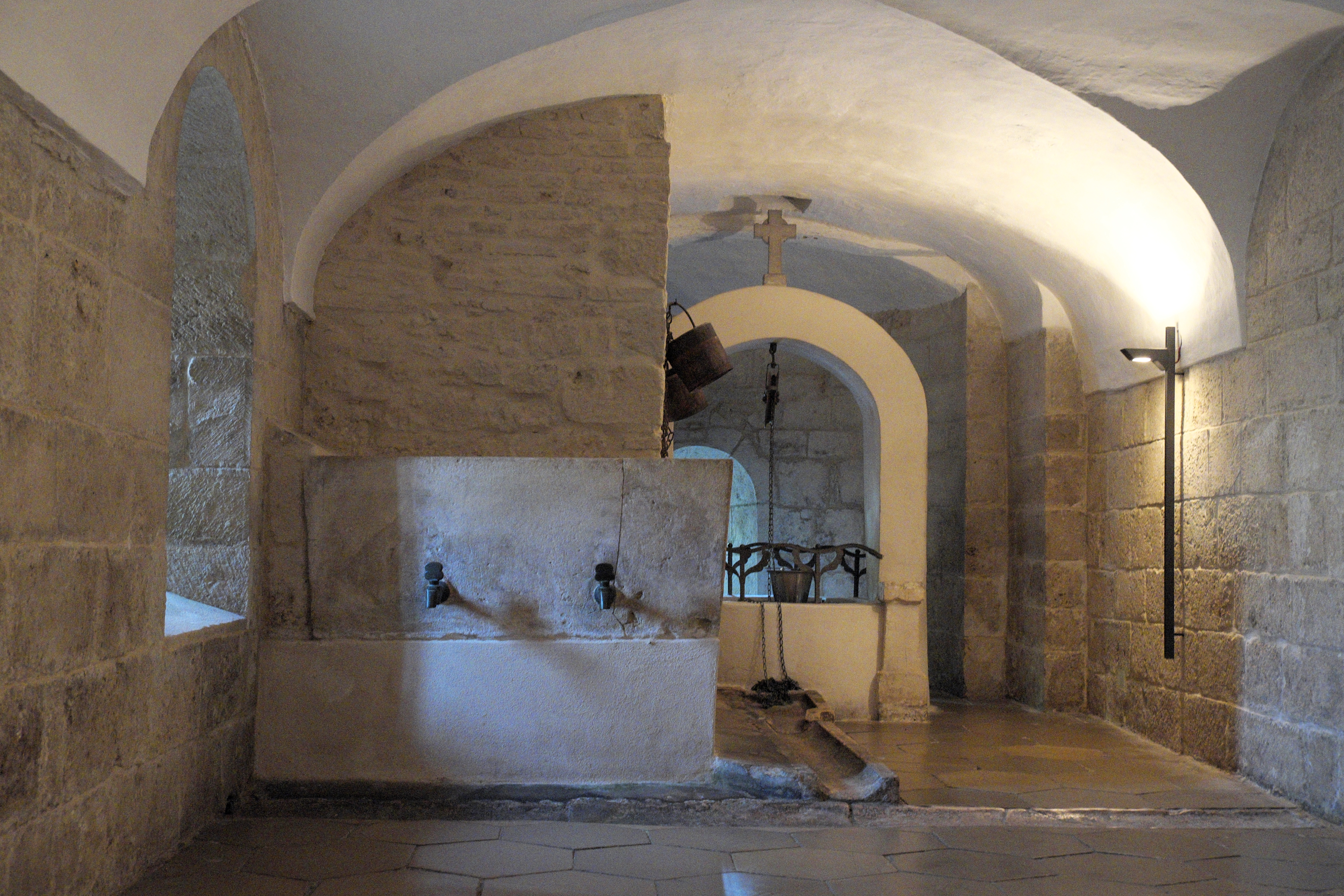
Ziehbrunnen
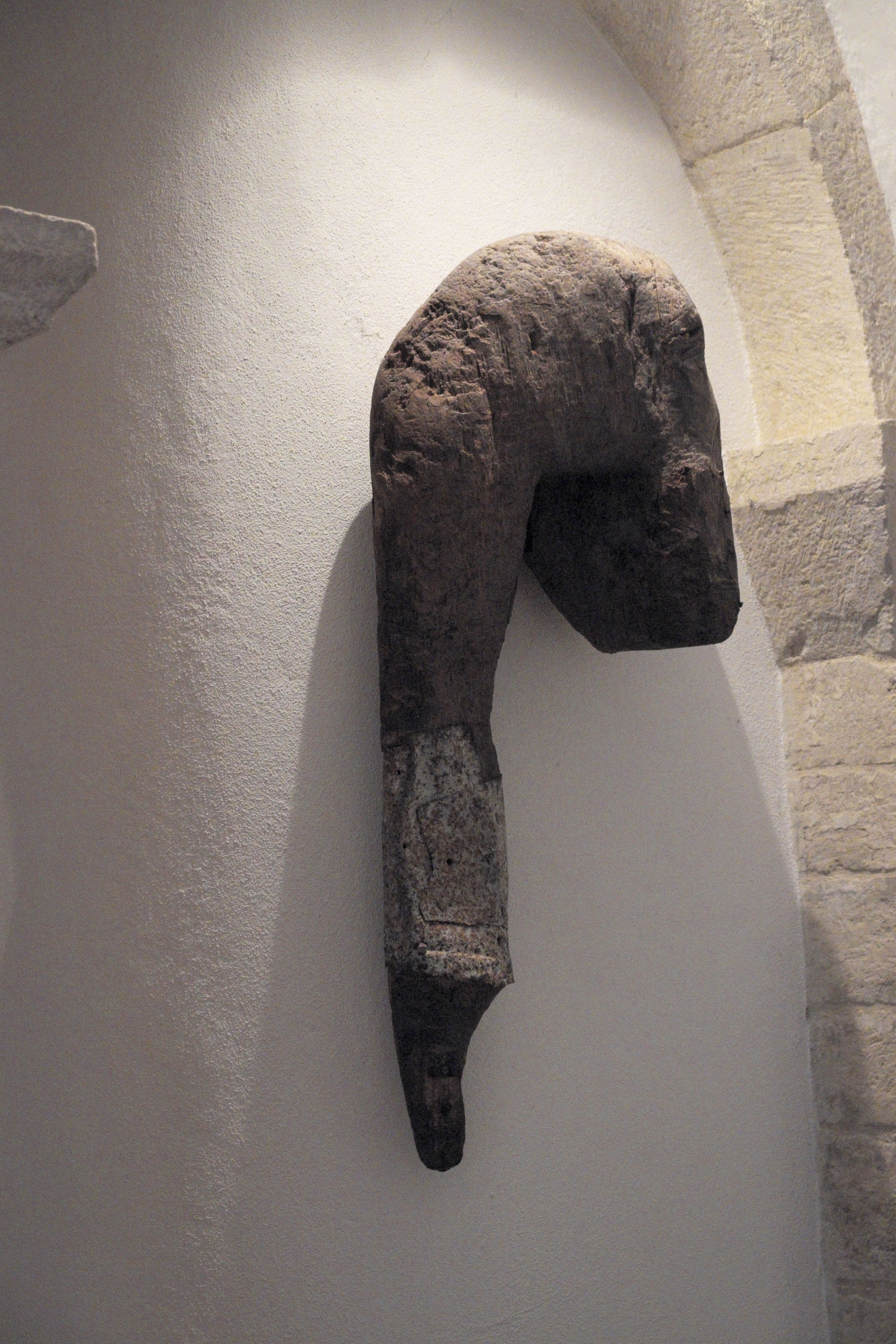
Holzblock
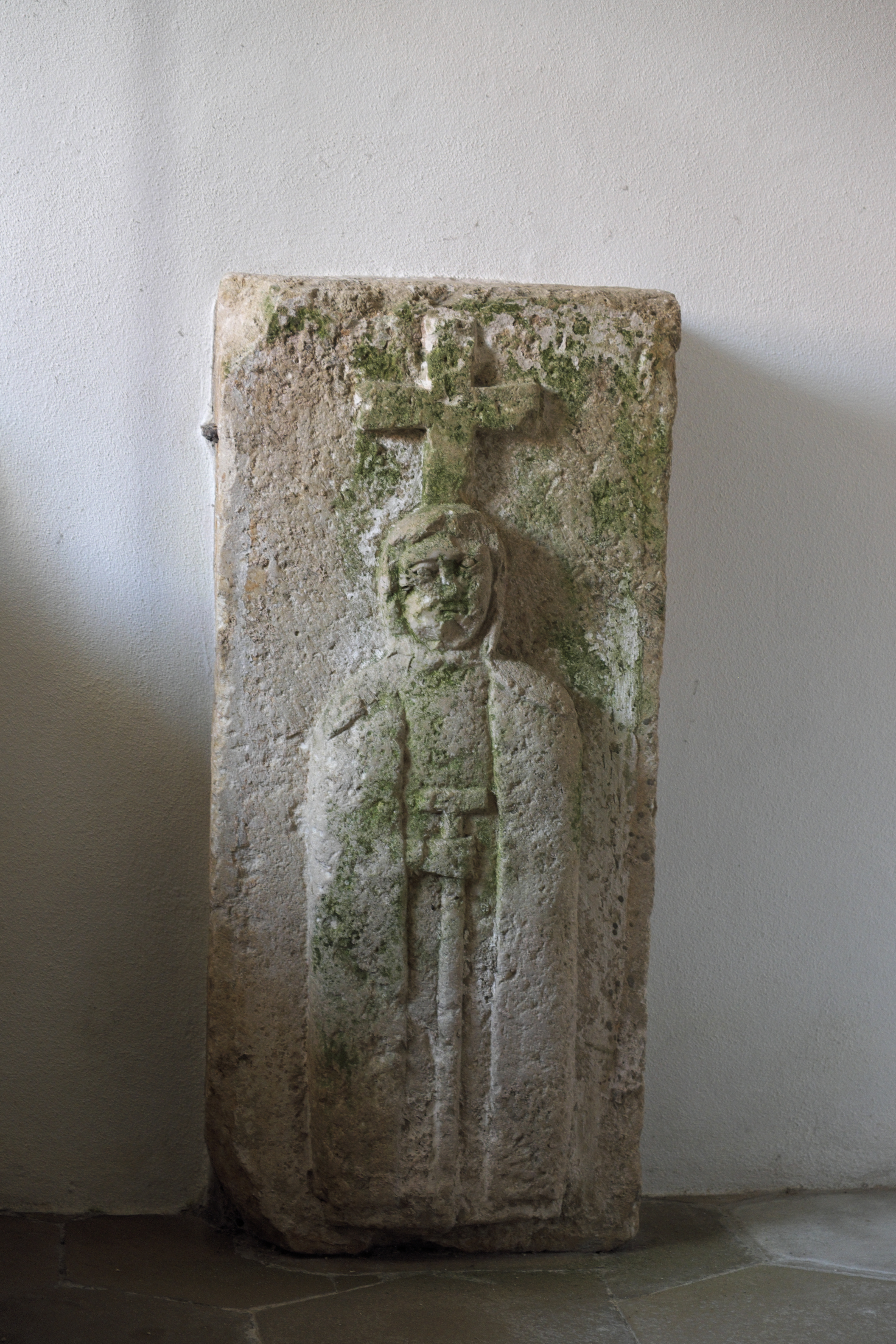
Grabstein einer Äbtissin aus dem 12. Jahrhundert

### Innenraum

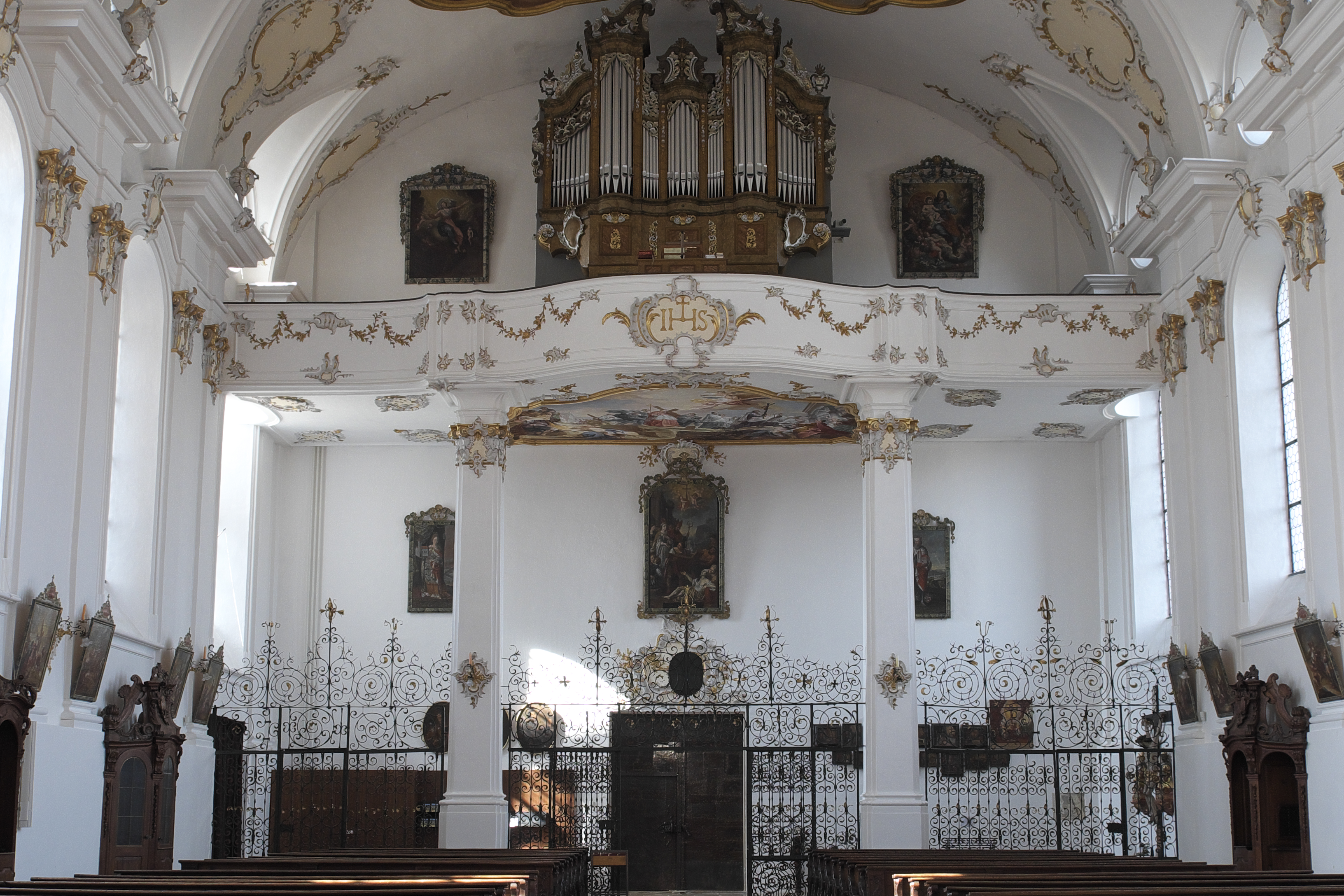
Innenraum, Blick zur Empore

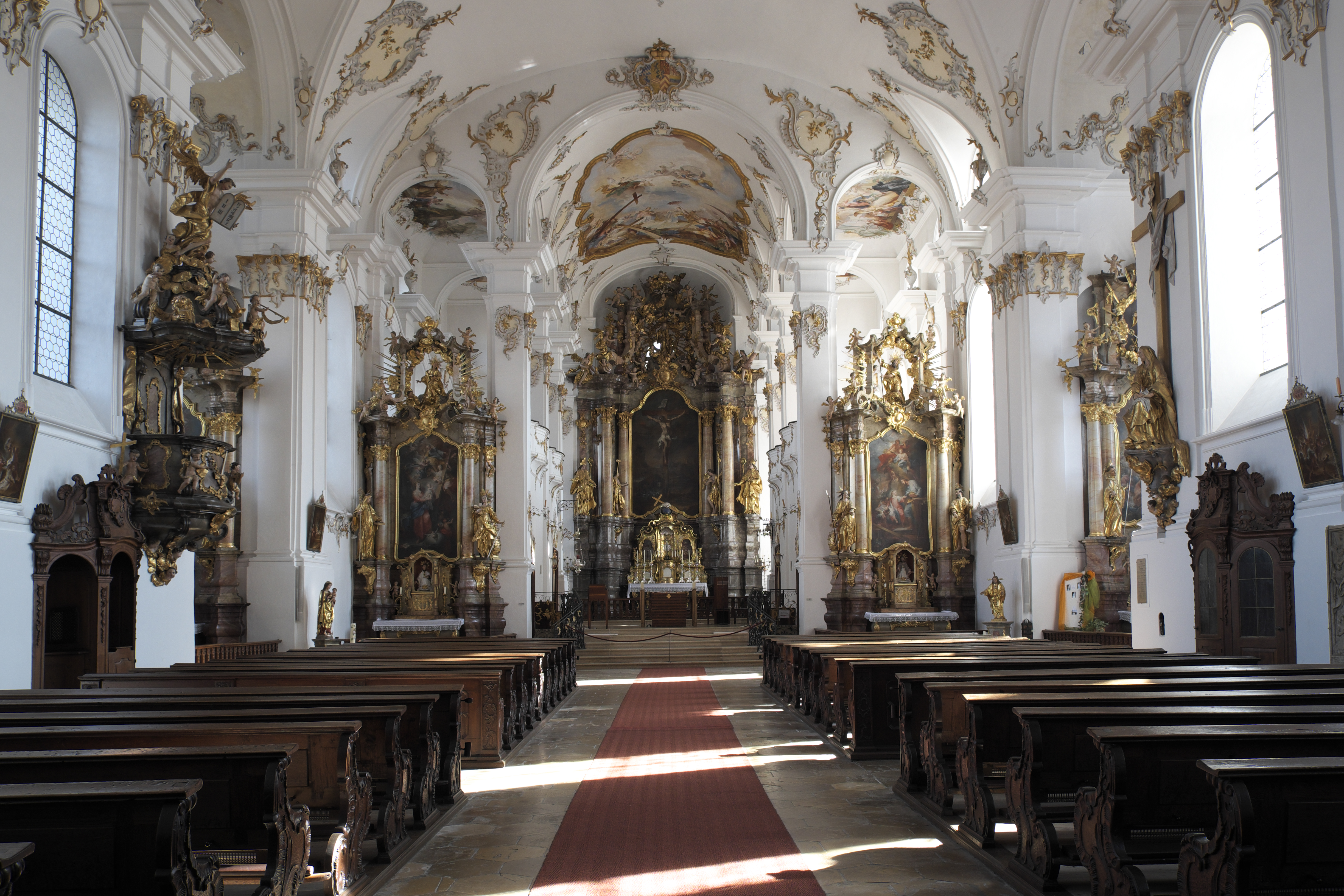
Innenraum, Blick zum Chor

Der barocke Saalbau wird von einer Stichkappentonne gedeckt. Er wird durch hohe Fenster beleuchtet und durch Doppelpilaster, die mit Kapitellen verziert sind, gegliedert. Im erhöht gelegenen Chor, in dem noch die ursprünglich dreischiffige Anlage zu erkennen ist, wurden die Säulen zu Pfeilern umgewandelt. In den ehemaligen Chorseitenschiffen wurden unten Sakristeien eingerichtet und darüber Oratorien mit geschwungenen Brüstungen eingebaut. Den westlichen Abschluss des Langhauses bildet eine auf zwei Pfeilern aufliegende Empore mit gebauchter Brüstung.

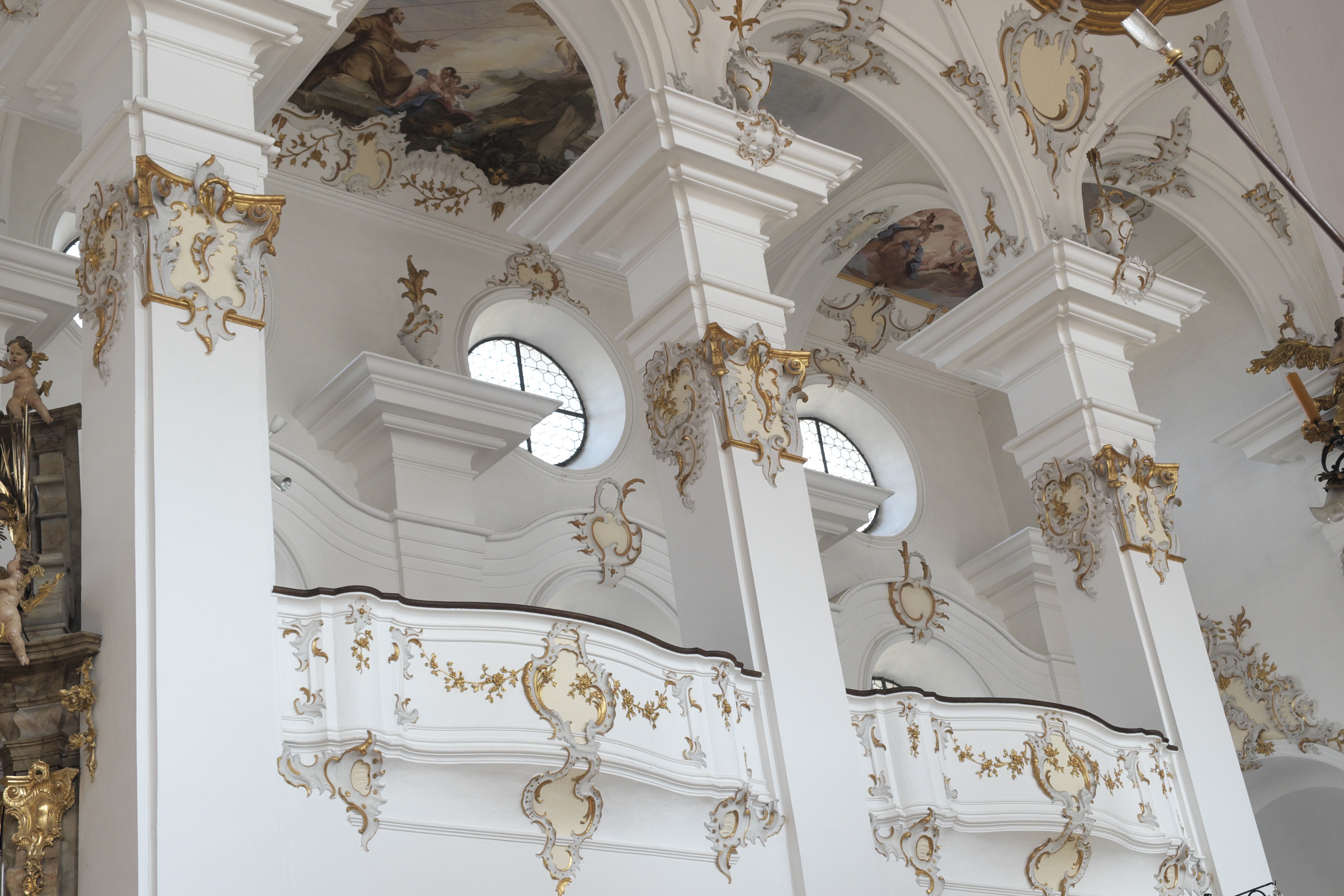
Oratorien im Chor
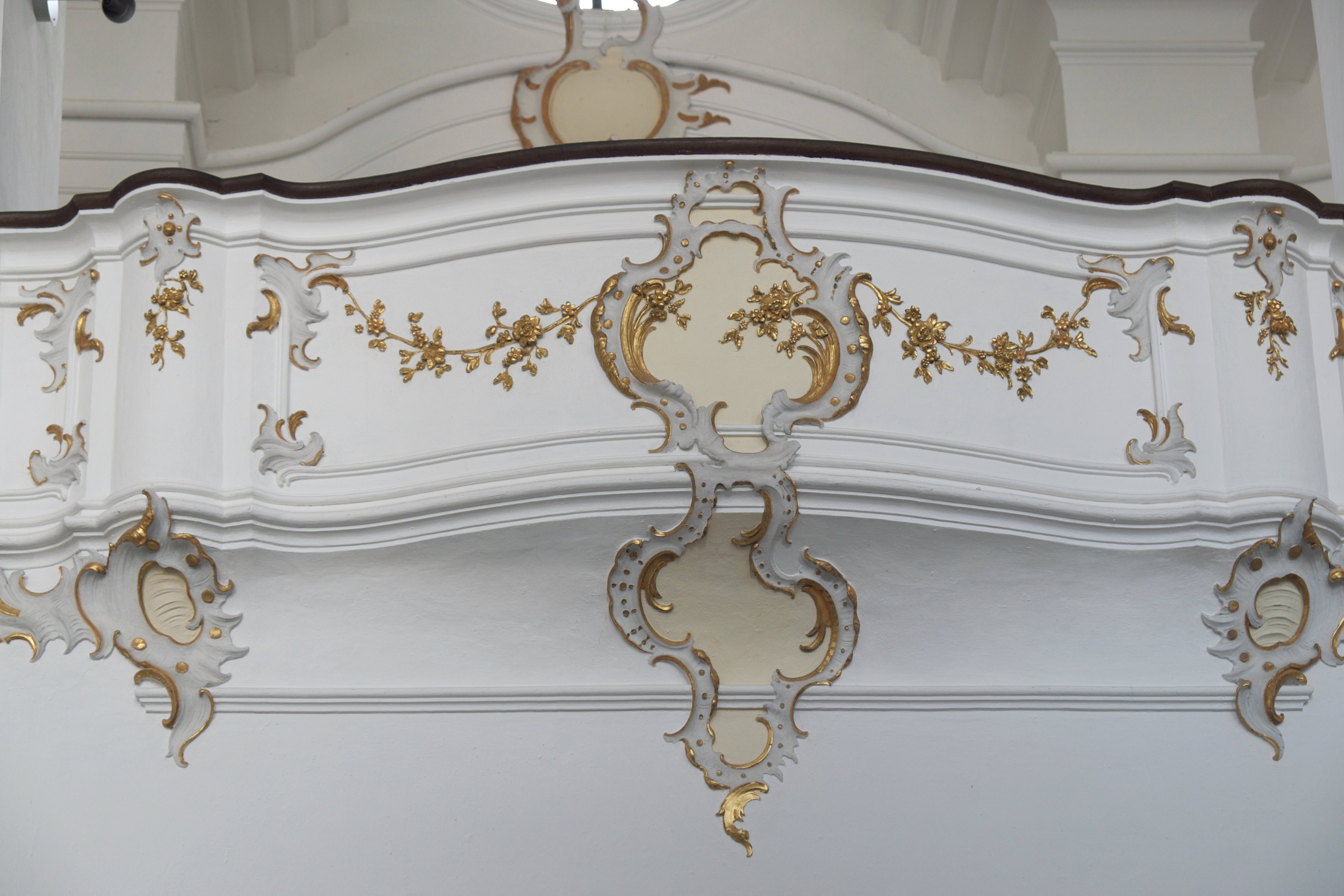
Oratoriumsbrüstung

## Fresken und Stuckdekor

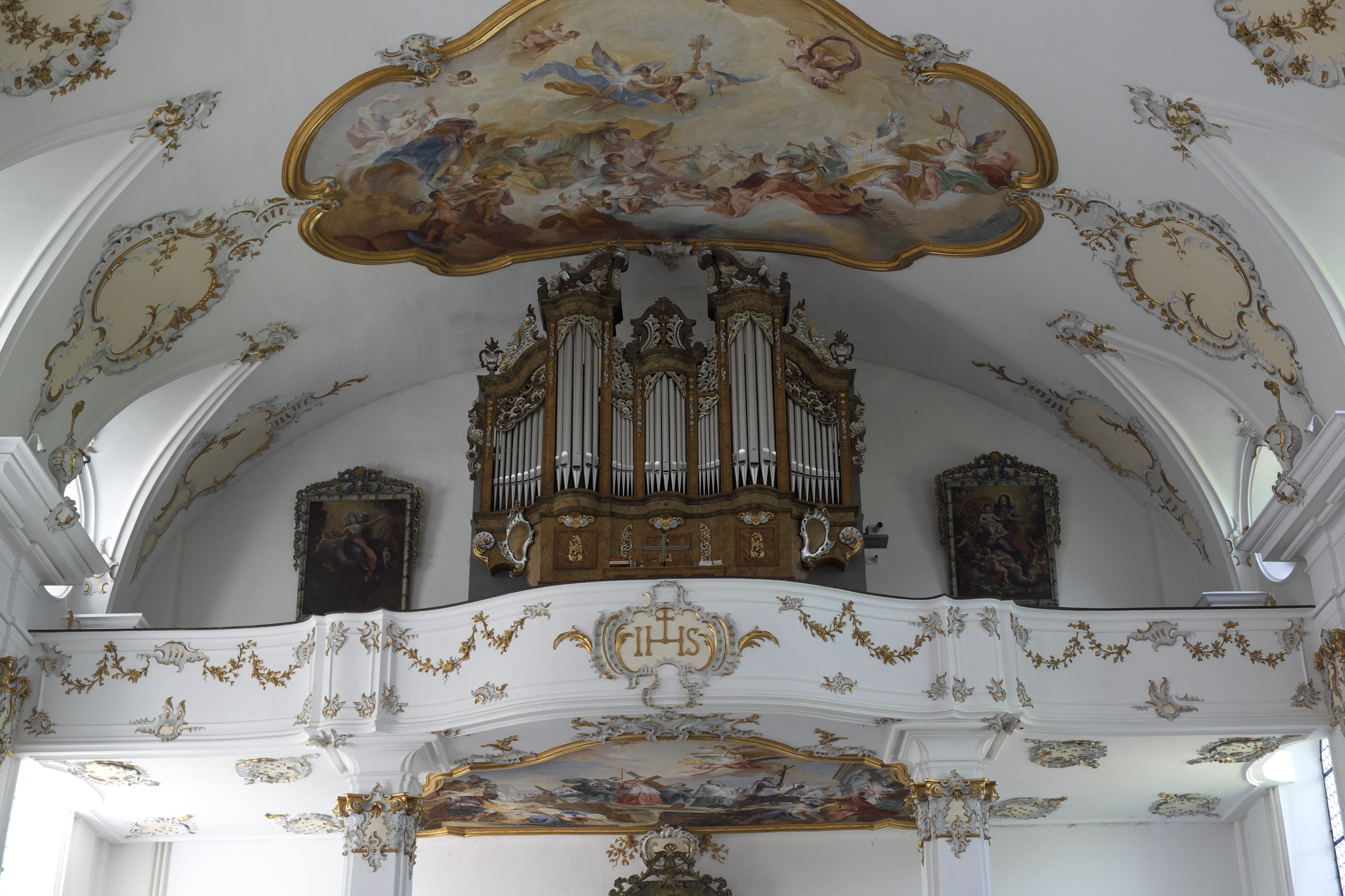
Orgelempore

Der feine Stuckdekor wurde von Joseph Köpf aus Wertingen ausgeführt. Über dem Chorbogen ist eine Kartusche mit dem Wappen des Kurfürsten Karl Theodor angebracht.
Die 1758 vollendeten Fresken gelten als das Hauptwerk des in Augsburg tätigen Malers Johann Wolfgang Baumgartner. Das Deckenfresko im Chor stellt die Kreuzauffindung und die Kreuzesprobe dar. Bischof Makarios I. und Kaiserin Helena stehen vor drei ausgegrabenen Kreuzen. Ein Kreuz, das eine kranke Frau umfasst, die durch seine Berührung geheilt wird, erweist sich als das wahre Kreuz Christi. Das Gemälde trägt die Signatur: „Joan. Wolffgang Baumgartner inVen. Pinx“.
Auf dem großen Fresko im Langhaus sind Szenen der Legende der Kreuzerhöhung dargestellt. Ein Engel verwehrt Kaiser Herakleios mit dem wiederaufgefundenen Kreuz Christi den Zutritt zur Stadt Jerusalem. Der Patriarch Zacharias rät dem Kaiser, Schwert und Krone sowie seine prächtige Kleidung abzulegen und mit schlichtem Gewand und in Demut in Jerusalem einzuziehen.
An der Unterseite der Orgelempore ist die Bittprozession des heiligen Karl Borromäus zur Verschonung Mailands von der Pest dargestellt. Auf dem Fresko über der Orgelempore sieht man ein Engelkonzert und das Kreuzreliquiar im Zustand des 18. Jahrhunderts.

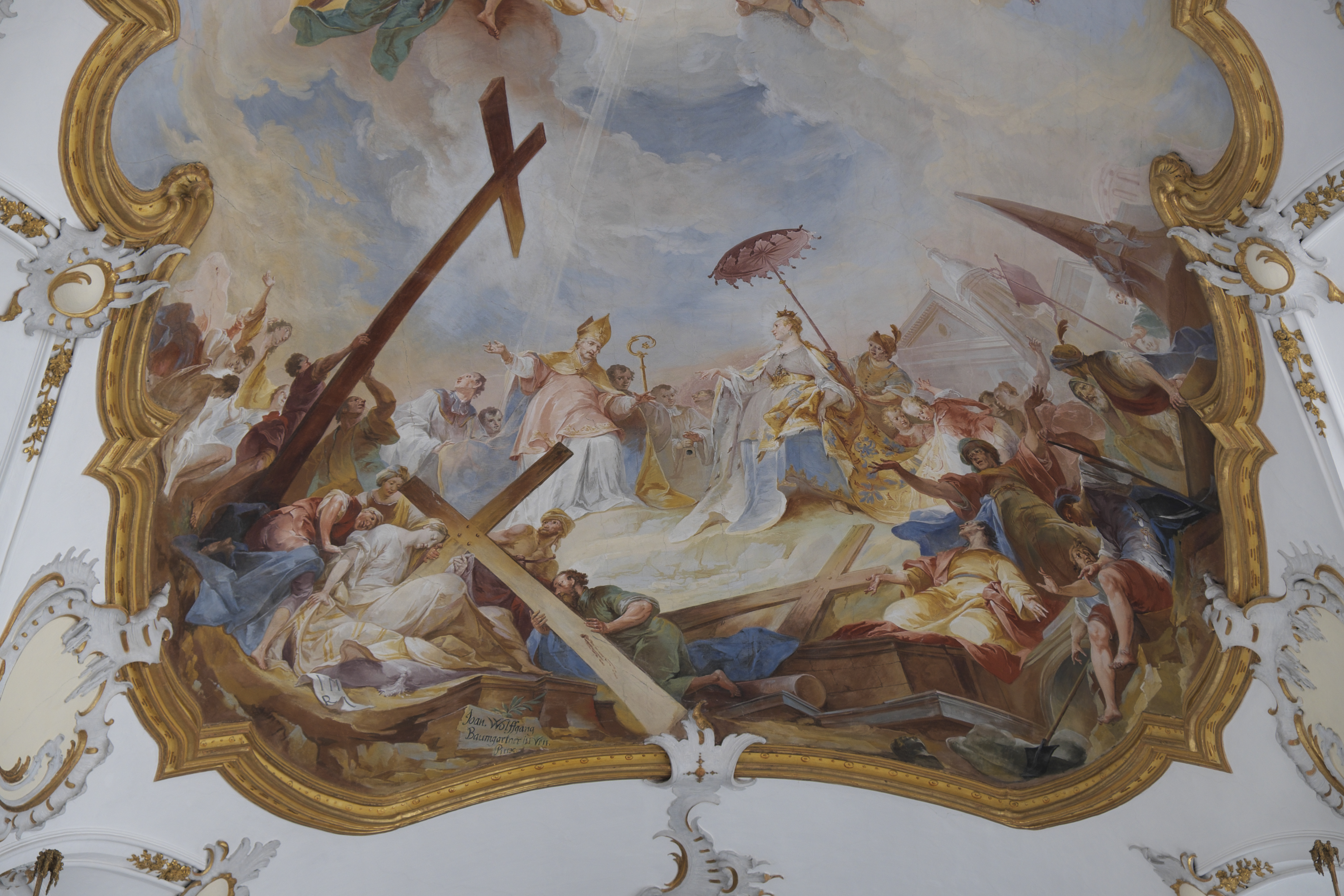
Kreuzauffindung und Kreuzesprobe
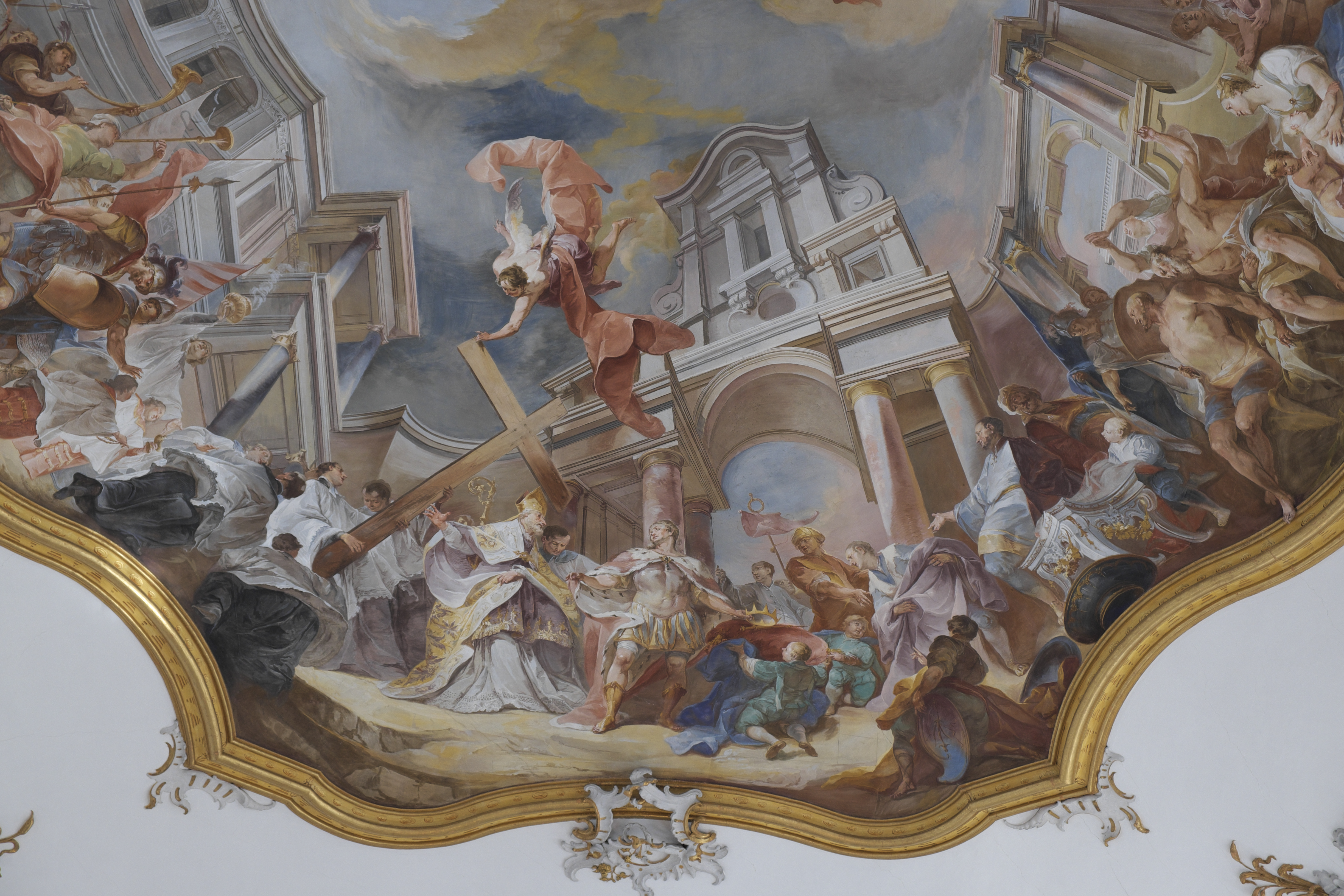
Kreuzerhöhung
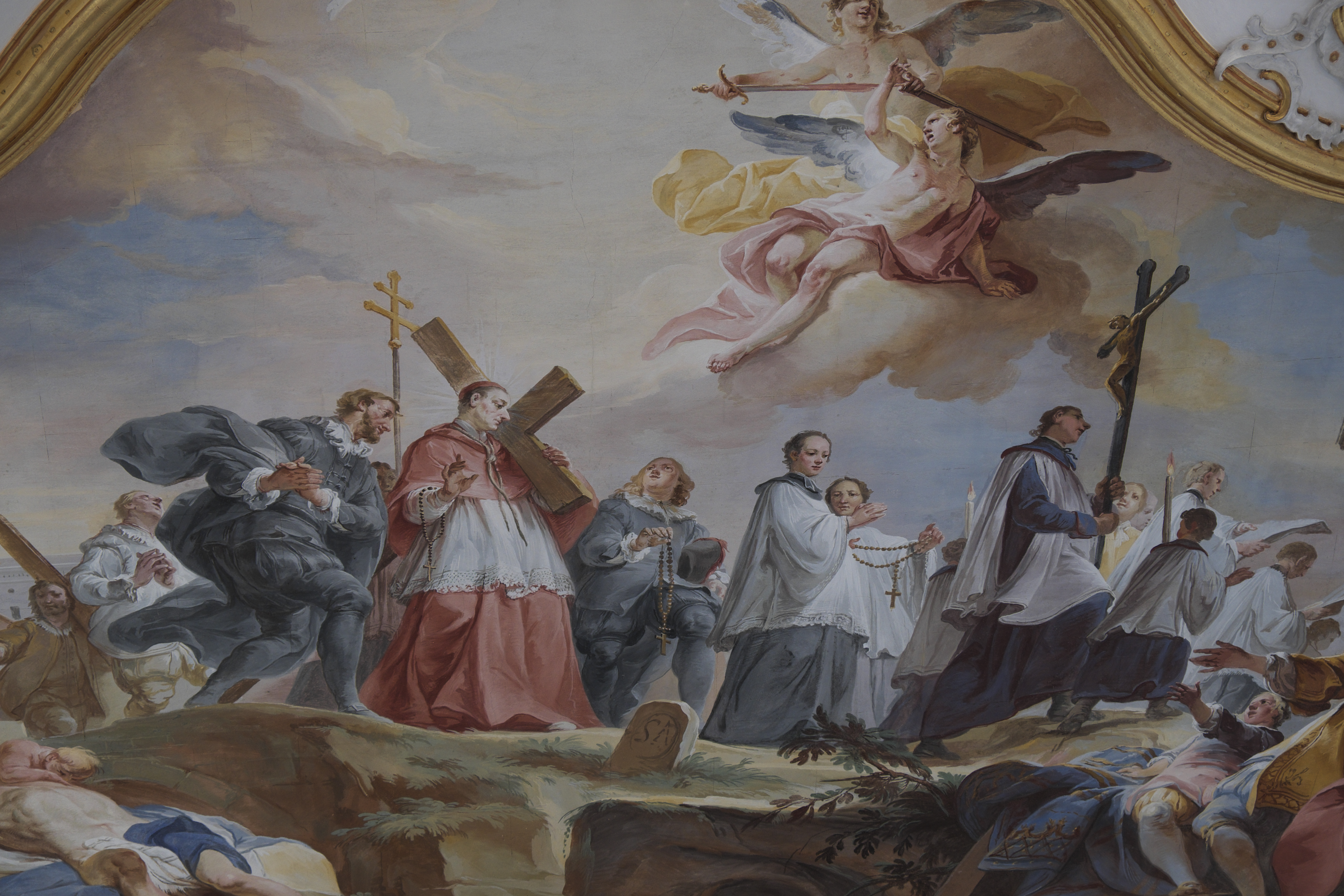
Pestprozession

Die Fresken in den Chorseitenkapellen und über den Oratorien sind vier Heiligen und ihren Kreuzesvisionen gewidmet. Der heilige Hubertus von Lüttich erblickt wie der heiligen Eustachius bei der Jagd das Kreuz Christi im Geweih eines Hirschen. Ignatius von Loyola erhält von Jesus, der ihm das Kreuz zeigt, den Auftrag zur Gründung des Jesuitenordens und Franz von Assisi empfängt von einem gekreuzigten Seraphen die Wundmale Jesu.

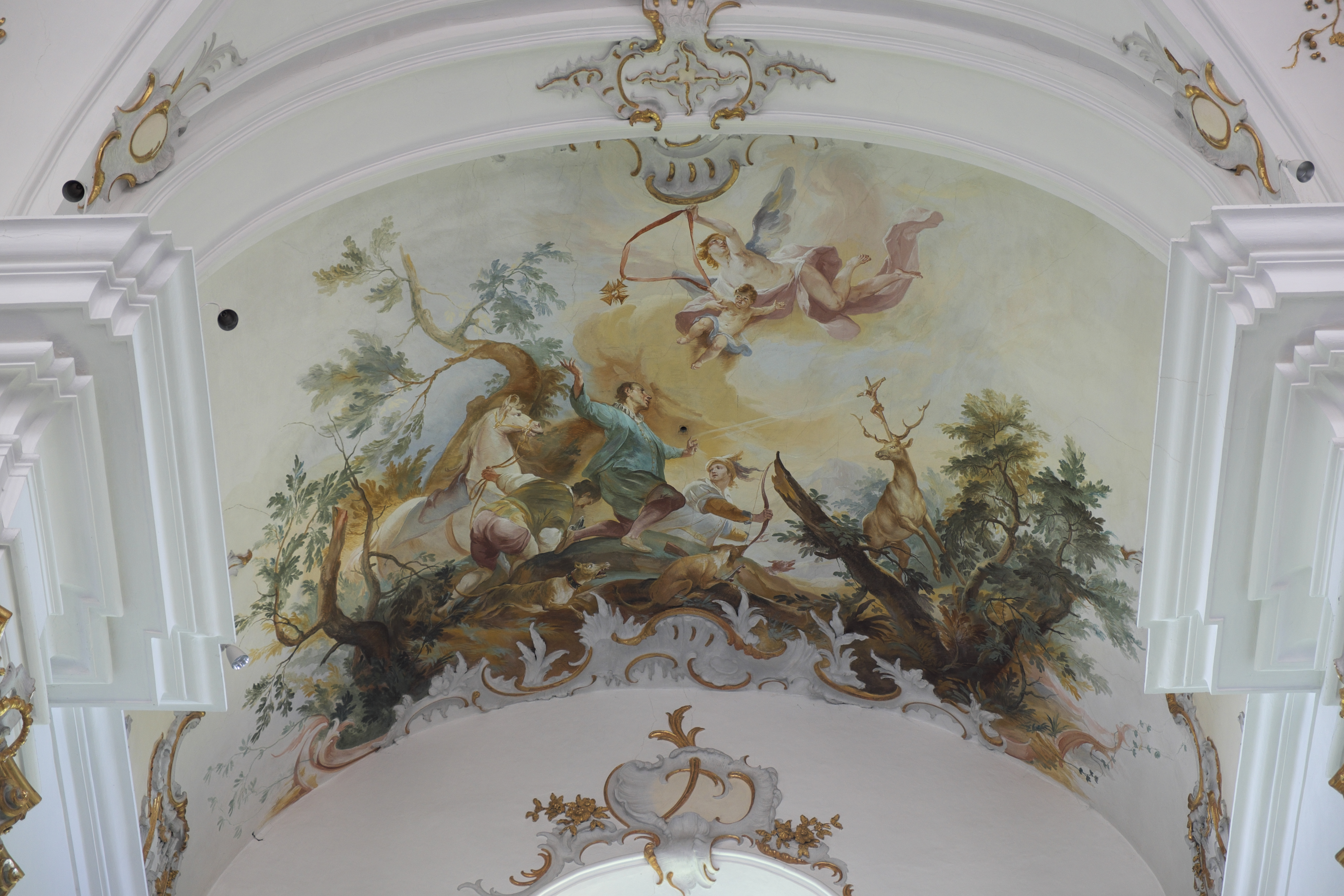
Heiliger Hubertus
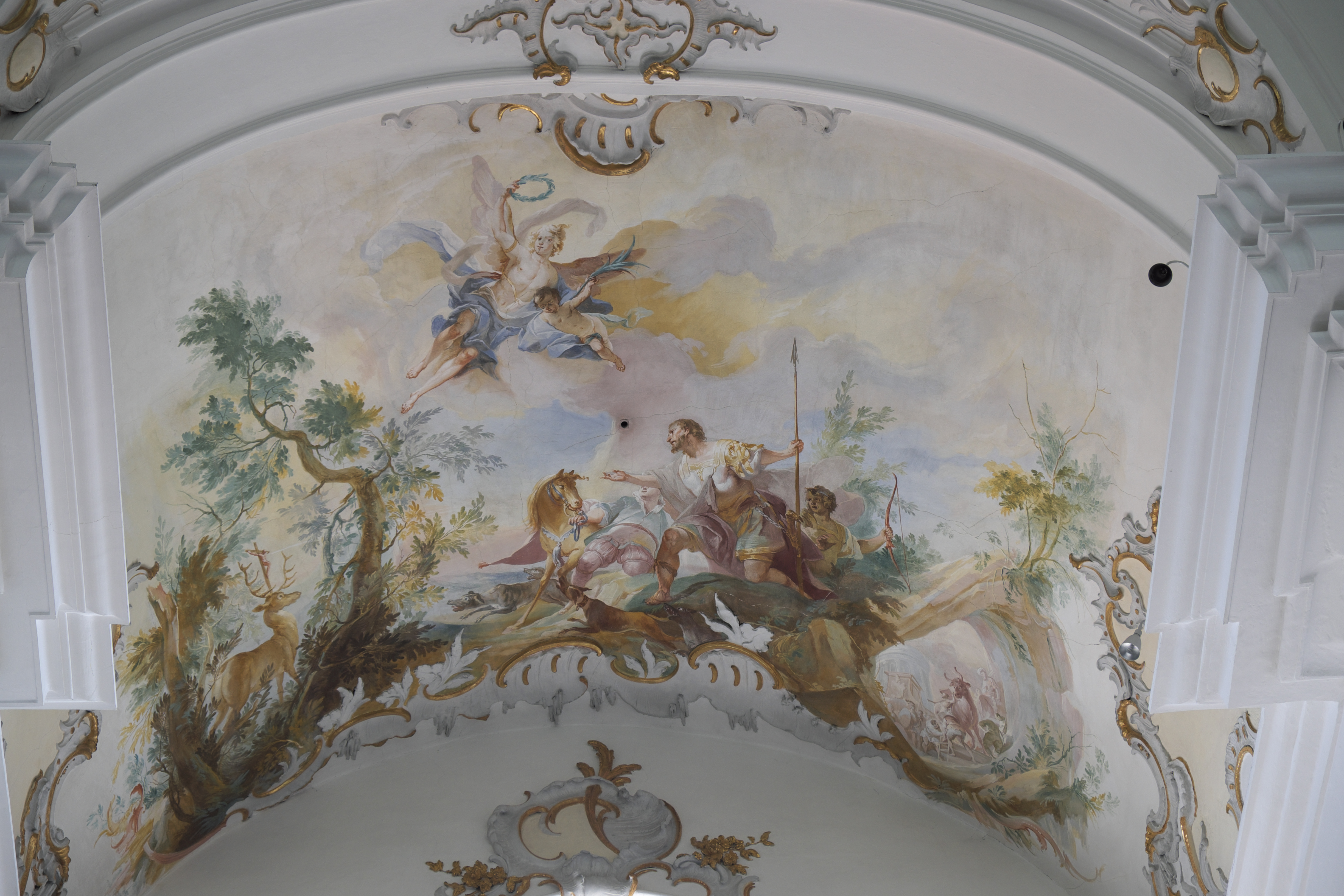
Heiliger Eustachius
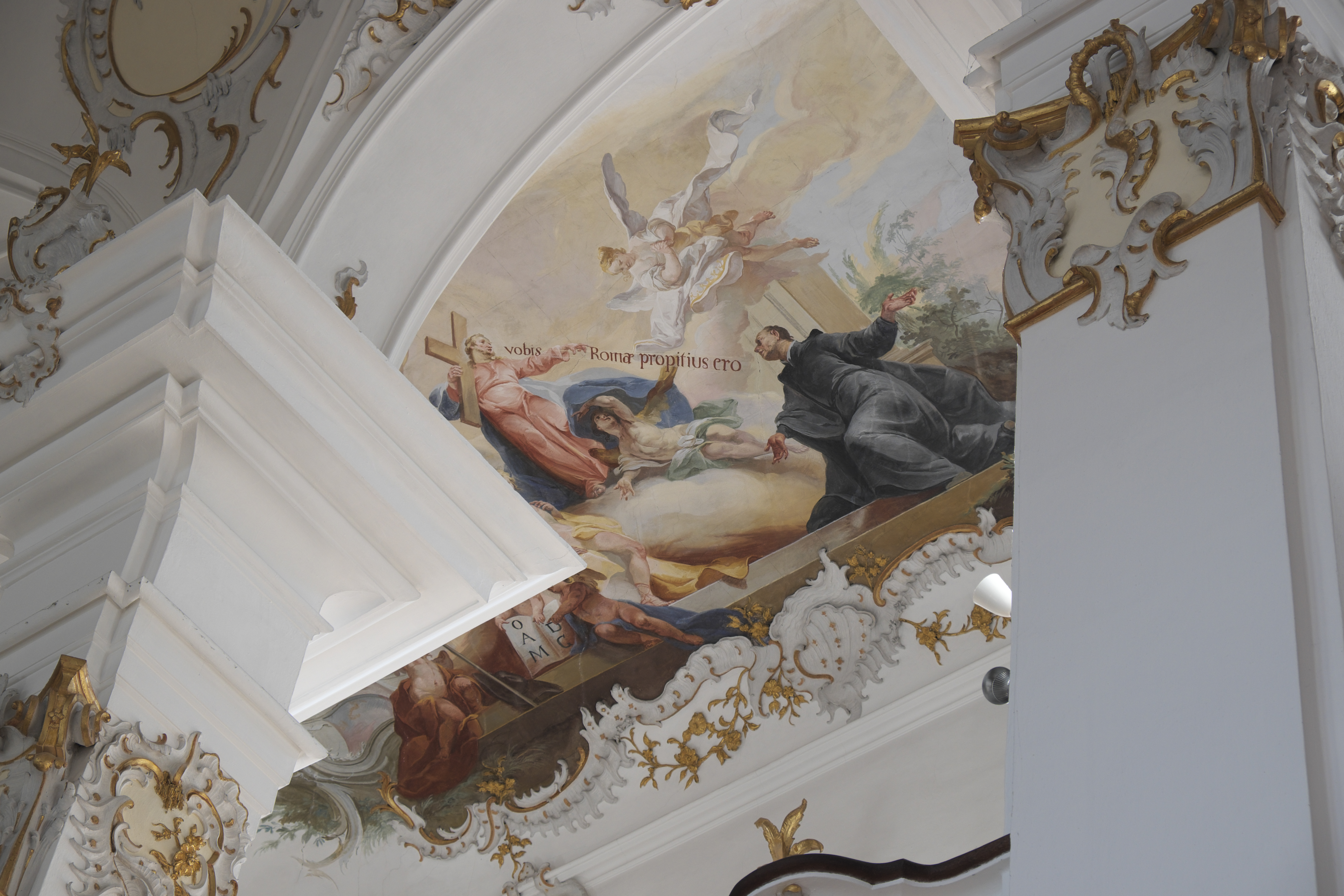
Ignatius von Loyola
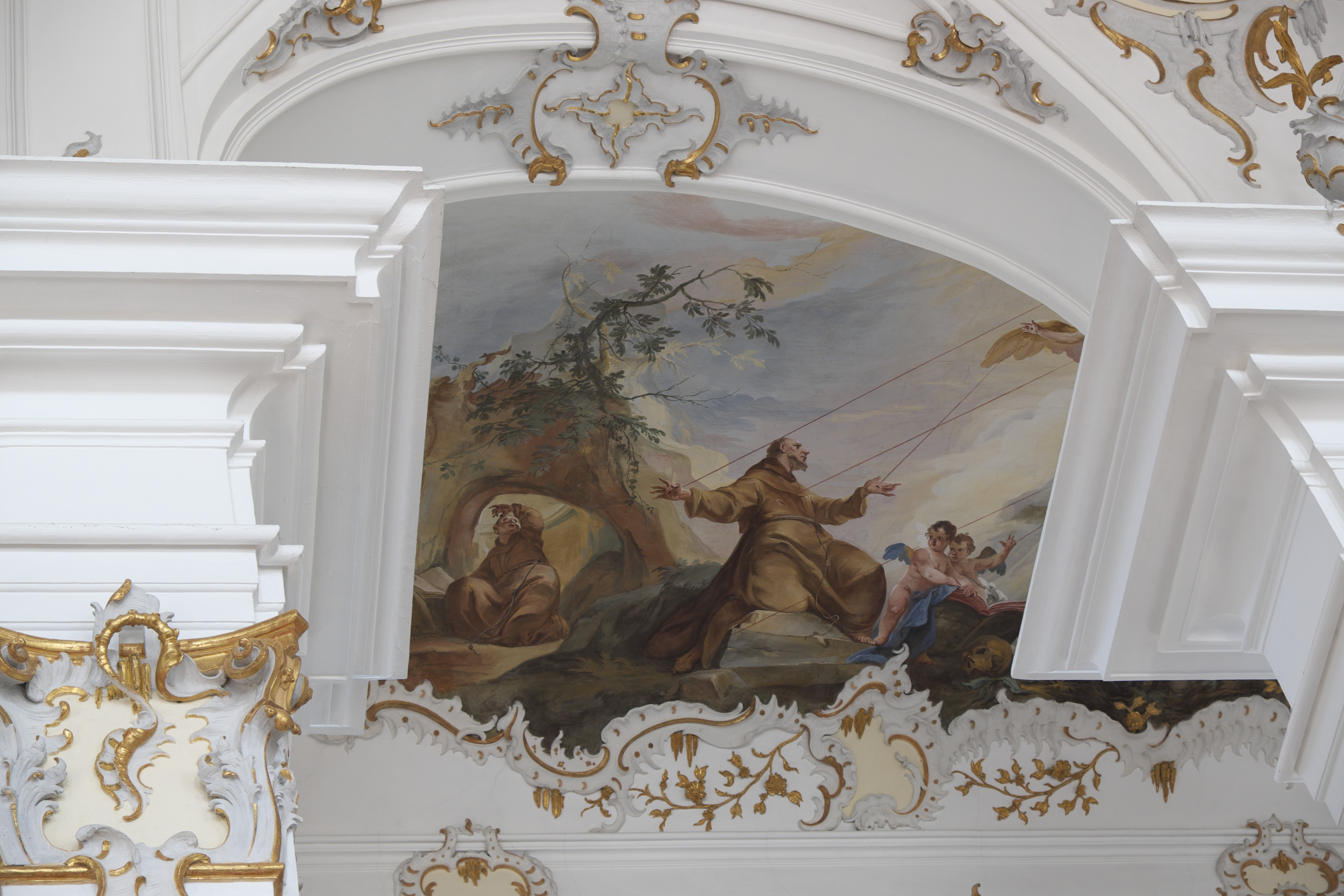
Stigmatisation des heiligen Franziskus

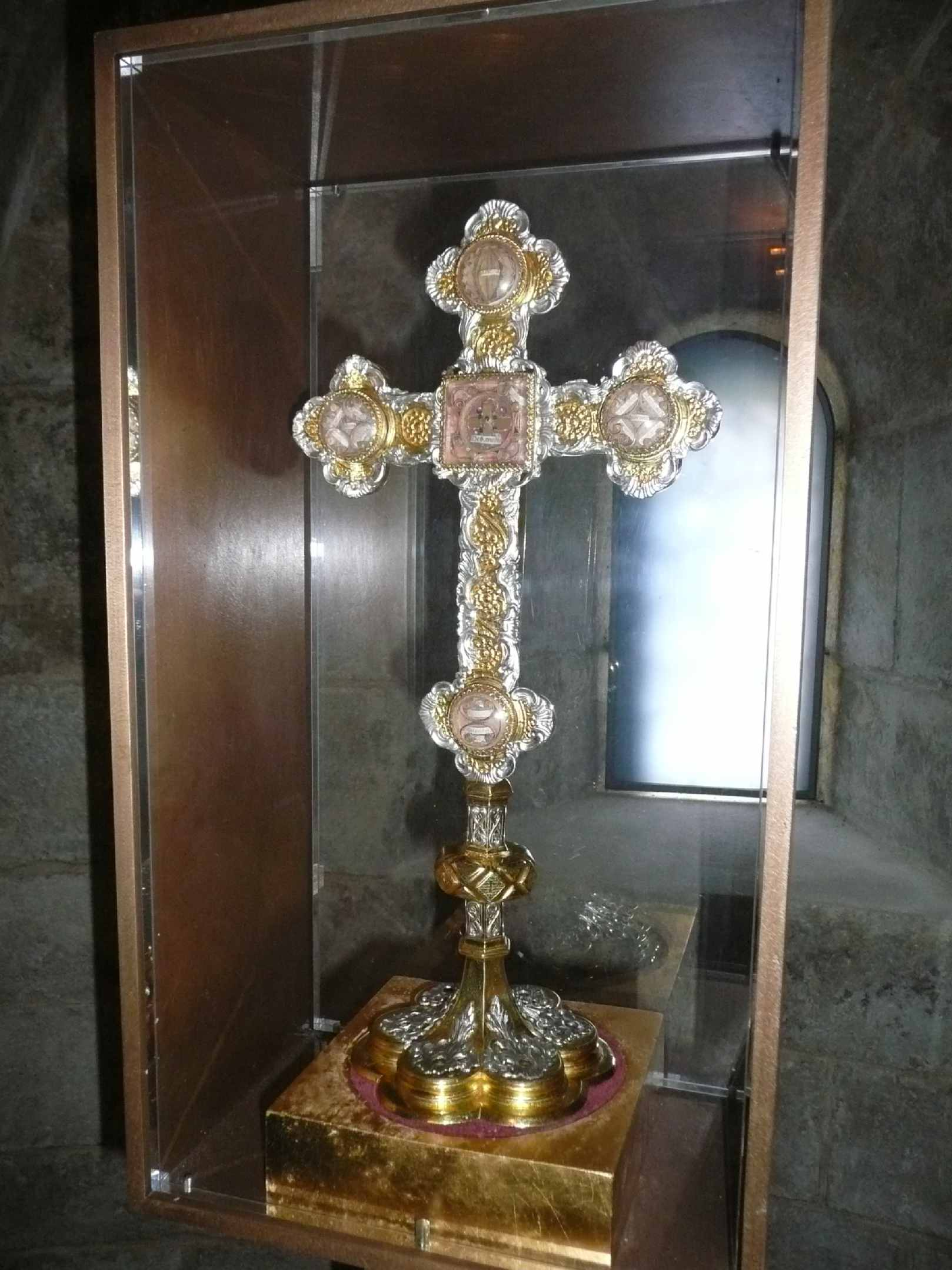
Kreuzreliquiar

## Kreuzreliquie
In der Krypta wird das Kreuzpartikelreliquiar aufbewahrt, ein silbernes Kreuz mit dreipassförmigen Armen, das um 1300 datiert wird. Die an den Armen angebrachten gläsernen Behältnisse sollen Reliquien der Leidenswerkzeuge und verschiedener Heiliger enthalten. In dem viereckigen Kästchen in der Mitte wird die Kreuzreliquie, ein Partikel des Kreuzes Christi, verwahrt.

## Weitere Ausstattung

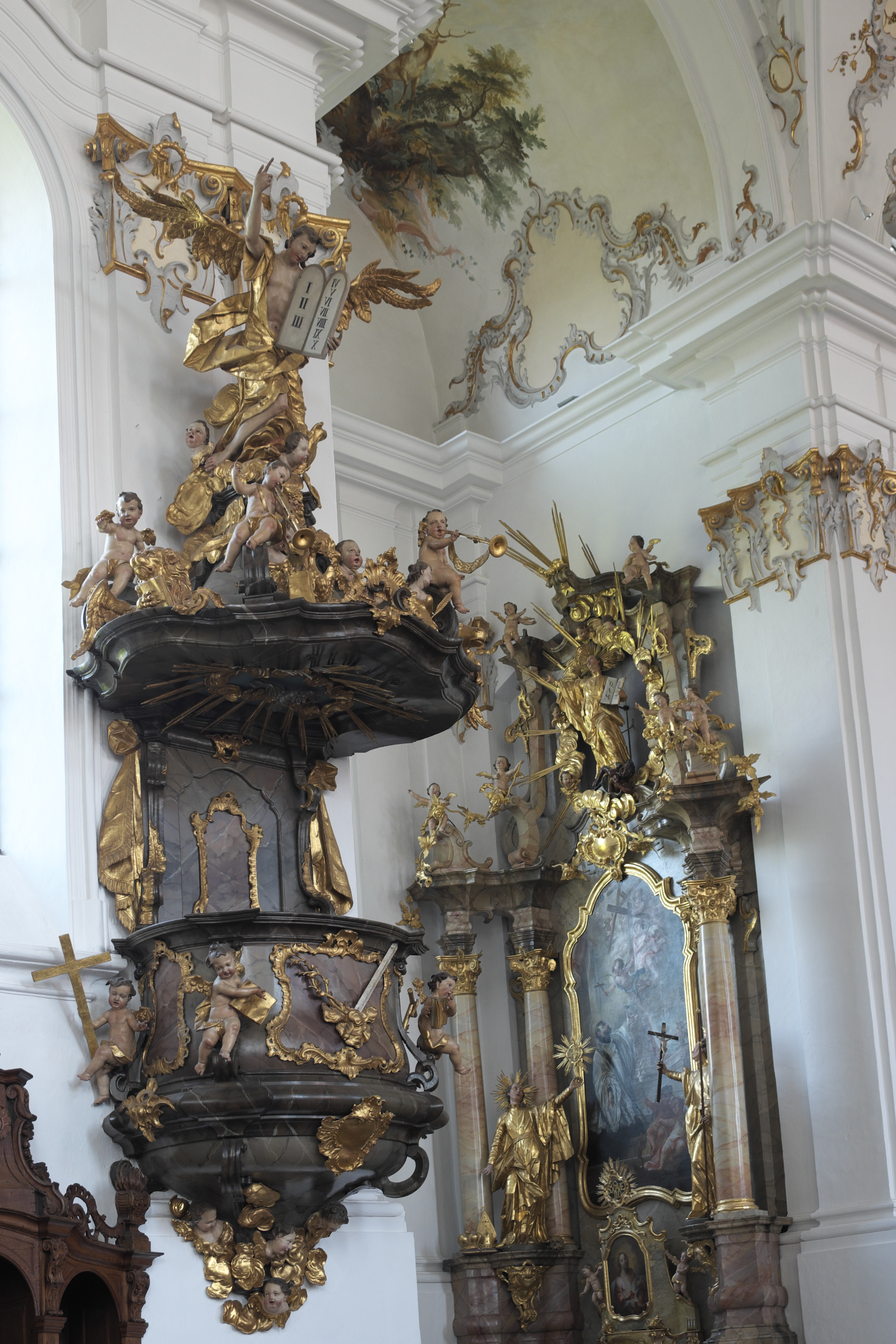
Kanzel

Die Kirche besitzt eine einheitliche Ausstattung im Stil des Rokoko.
- Der 1758 eingebaute Hochaltar und die 1759 aufgestellten Seitenaltäre wurden wie die 1757 angefertigte Kanzel von Jakob Steinle nach Entwürfen von Johann Michael Fischer ausgeführt, der auch die Assistenzfiguren schuf.
- Die Kapellenaltäre wurden 1766/67 angefertigt, die Altarblätter wurden von Johann Chrysostomus Winck ausgeführt.
- Die Beichtstühle, die Kirchenbänke und die Sakristeitüren wurden 1757/58 geschaffen.
- Der Orgelprospekt stammt von 1767.

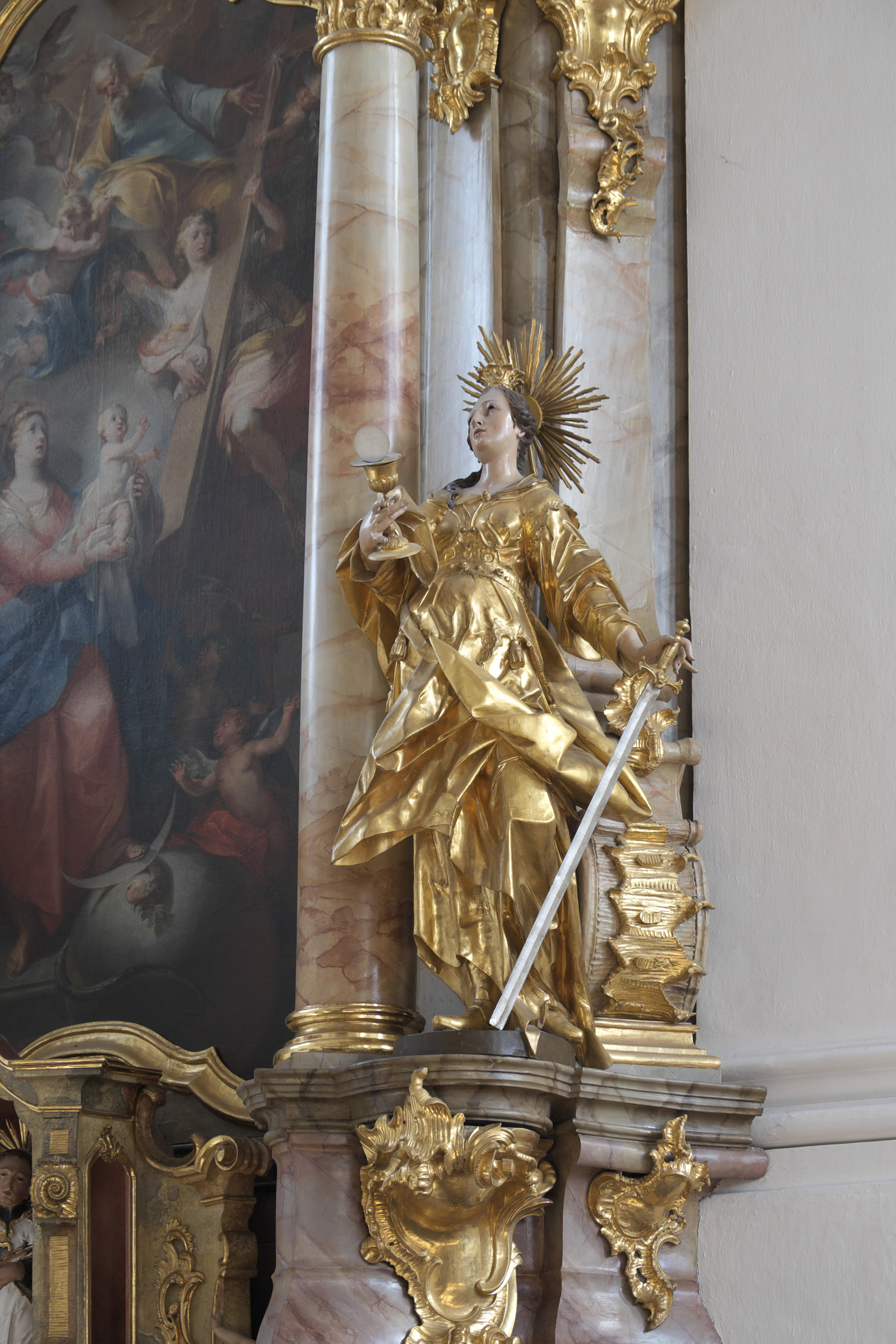
Heilige Barbara am nördlichen Seitenaltar
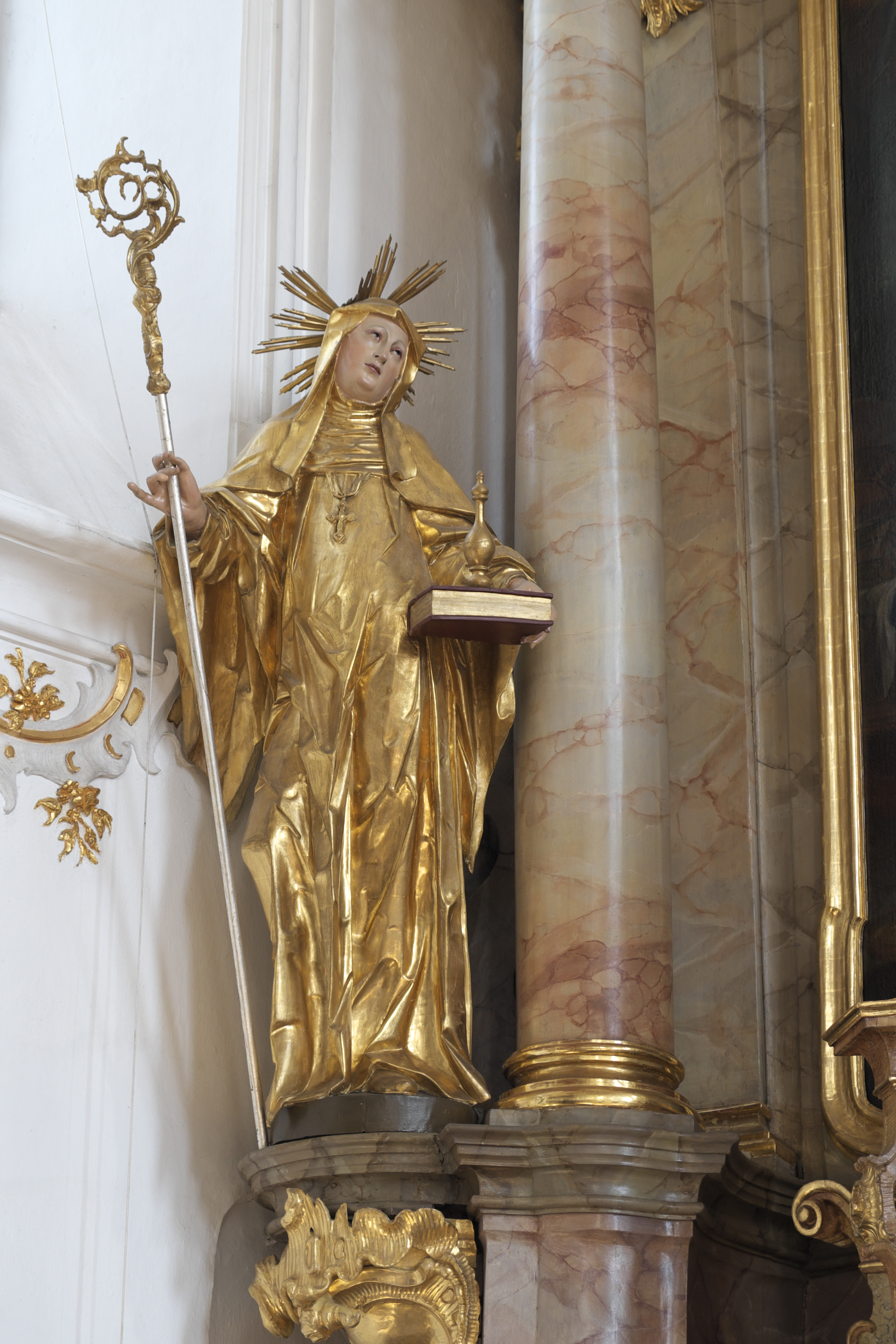
Heilige Walburga am nördlichen Seitenaltar
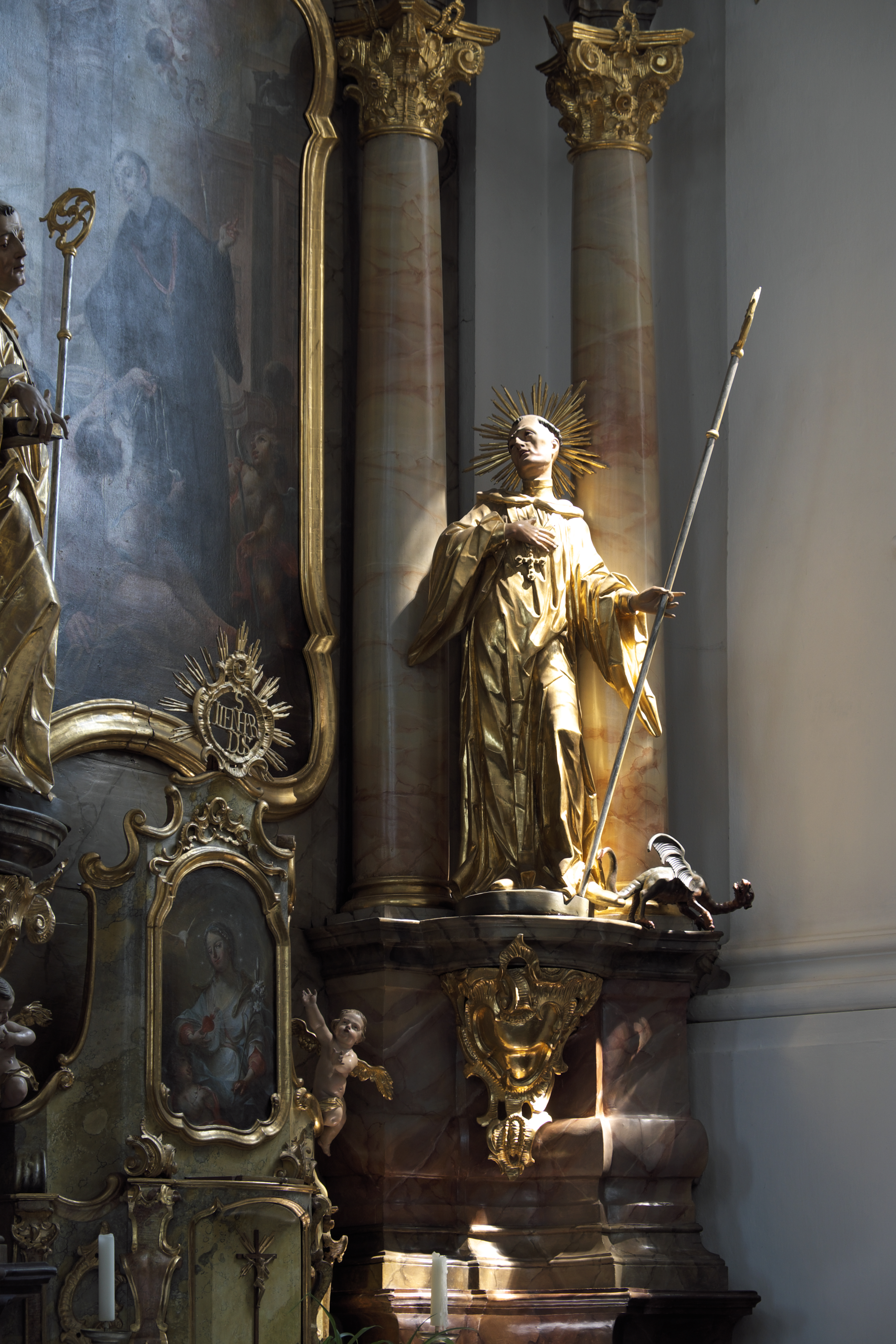
Heiliger Magnus am südlichen Kapellenaltar

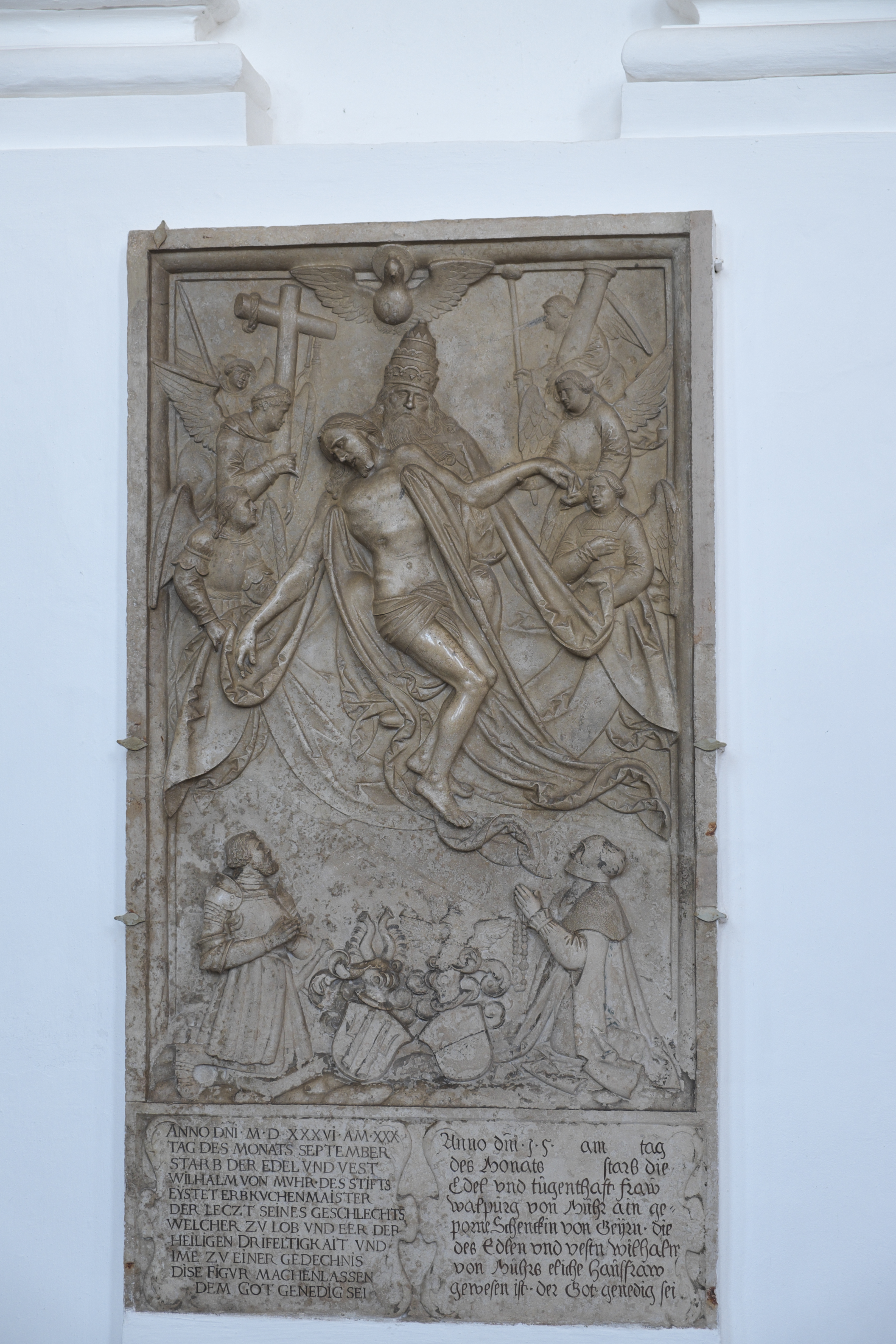
Epitaph

## Epitaph für Wilhelm von Muhr und seine Gemahlin Walburga
In der südlichen Langhauswand ist das Epitaph für Wilhelm von Muhr († 1536) und seine Gemahlin Walburga eingemauert. Es wurde zwischen 1536 und 1542 von Loy Hering nach einem Holzschnitt von Albrecht Dürer geschaffen. Auf dem unteren Teil ist eine Inschrift eingemeißelt, links zum Gedenken an Wilhelm von Muhr, rechts zum Gedenken an seine Gemahlin. Über der Inschrift knien die Verstorbenen neben ihren Wappen. Im Zentrum des Epitaphs ist der Gnadenstuhl dargestellt, seitlich sieht man Engel mit den Leidenswerkzeugen.